# Benjamín Netanyahu
Benjamín «Bibi» Netanyahu (en hebreo, בִּנְיָמִין «בִּיבִּי» נְתָנְיַהוּ Binyamin Netanyahuⓘ; Tel Aviv, 21 de octubre de 1949) es un político israelí. Desde diciembre de 2022 es el actual primer ministro de Israel, cargo que también ocupó desde 1996 a 1999 y desde 2009 a 2021; también es miembro de la Knéset y presidente del partido Likud.
Nacido de padres judíos seculares, fue el primer primer ministro israelí nacido después de la creación del Estado de Israel. Se unió a las Fuerzas de Defensa de Israel durante la guerra de los Seis Días en 1967 y se convirtió en jefe de una unidad de fuerzas especiales Sayeret Matkal. Participó en muchas misiones, incluida la operación Infierno (1968), la operación Regalo (1968) y la operación de rescate del secuestro del Vuelo 571 de Sabena (1972). Luchó en el frente de batalla en la guerra de Desgaste y de la guerra de Yom Kipur en 1973, participando en las incursiones de las fuerzas especiales a lo largo del Canal de Suez y dirigiendo luego un asalto de comando dentro del territorio sirio. Alcanzó el grado de capitán antes de ser dado de baja. Después de graduarse en el Massachusetts Institute of Technology con los grados de B.S. y M.S., fue contratado como consultor económico por el Boston Consulting Group. Volvió a Israel en 1978 para fundar el Instituto Antiterrorista Yonatan Netanyahu, con el nombre de su hermano, quien murió liderando la operación Entebbe. Sirvió como embajador de Israel ante las Naciones Unidas desde 1984 hasta 1988.
En 1993 se convirtió en líder del Likud y ganó las elecciones de 1996, convirtiéndose en el primer ministro más joven de la historia de Israel. Sirvió su primer período entre junio de 1996 y julio de 1999. Tras haber sido derrotado en la elección de primer ministro de 1999 por Ehud Barak, abandonó la arena política por el sector privado. Regresó a la política en 2002 como ministro de Relaciones Exteriores (2002-2003) y ministro de Finanzas (2003-2005) en los gobiernos de Ariel Sharón, pero se apartó del gobierno por desacuerdos con respecto al plan de desconexión de la franja de Gaza. Retomó el liderazgo del Likud en diciembre de 2005, después de que Sharón abandonase el partido para formar el nuevo Kadima. En diciembre de 2006, se convirtió en el oficial líder de la oposición en la Knéset. Después de la elección parlamentaria de 2009, en la que el Likud quedó en el segundo lugar y los partidos de derecha obtuvieron la mayoría, formó un gobierno de coalición. Netanyahu fue electo por tercera vez en enero de 2013 y por cuarta vez en marzo de 2015. Siguió ejerciendo como primer ministro tras las elecciones de abril del 2019 en las que ningún candidato consiguió formar gobierno, y lo mismo ocurrió con las elecciones de septiembre del mismo año. Tras una tercera elección consecutiva, Netanyahu asumió su quinto mandato en mayo del 2020, en un gobierno de coalición con Benny Gantz como Primer ministro alterno, pero la coalición colapsó y hubo nuevamente elecciones en marzo del 2021. En junio del 2021 dejó el cargo de primer ministro y fue sucedido por Naftalí Bennett. Desde diciembre de 2022 es nuevamente primer ministro.
Netanyahu ha hecho de su cercanía con Donald Trump, amigo personal desde la década de 1980, un elemento central de su atractivo político en Israel desde 2016. Durante la primera presidencia de Donald Trump, Estados Unidos reconoció a Jerusalén como la capital de Israel, reconoció la soberanía israelí sobre los Altos del Golán y negoció los Acuerdos de Abraham, una serie de acuerdos de normalización entre Israel y varios Estados árabes. Netanyahu ha enfrentado críticas internacionales por su política de décadas como primer ministro de expandir los asentamientos israelíes en los territorios ocupados de Cisjordania, considerada ilegal según el derecho internacional.
Netanyahu ejerció de primer ministro durante más de 16 años, siendo así el que más tiempo ocupó el cargo en la historia de Israel, superando incluso al fundador del Estado, David Ben-Gurión. Fue también el primer ministro electo más veces, encabezando un total de seis gobiernos (1996, 2009, 2013, 2015, 2020, 2022) y el único en conseguir formar gobierno tres veces seguidas (2009, 2013 y 2015). Fue también el único primer ministro de la historia de Israel imputado por corrupción mientras aún ejercía en el cargo.
El 7 de octubre de 2023, Israel sufrió un ataque a gran escala por parte de grupos militantes palestinos liderados por Hamás, lo que desencadenó la guerra entre Israel y Gaza. Debido a que el gobierno israelí no pudo anticipar el ataque, Netanyahu ha sido duramente criticado por sus oponentes por presidir el mayor fracaso de inteligencia de Israel en los últimos 50 años y se han llevado a cabo protestas masivas pidiendo su destitución del cargo. El gobierno de Netanyahu también ha enfrentado acusaciones de genocidio y crímenes de guerra, que culminó con el caso Sudáfrica contra Israel presentado ante la Corte Internacional de Justicia en diciembre de 2023.
El 20 de mayo de 2024 el fiscal de la Corte Penal Internacional Karim Khan solicitó al tribunal la emisión de órdenes de detención contra él y su ministro de Defensa Yoav Galant, además de otras contra tres líderes de Hamás, entre ellos Yahya Sinwar, acusados de crímenes de guerra y crímenes contra la humanidad por los atentados del 7 de octubre contra Israel y la posterior guerra en Gaza. En concreto, Karim Khan solicitó una orden de detención contra Benjamin Netanyahu por los crímenes de exterminio, uso del hambre como arma de guerra, denegación de ayuda humanitaria y ataques deliberados a civiles. El 21 de noviembre de 2024, la Corte Penal Internacional emitió órdenes de arresto internacional contra Netanyahu, y el exministro de Defensa, Yoav Gallant, por los presuntos crímenes de guerra y contra la humanidad cometidos en la guerra de Gaza.
Algunos politólogos han argumentado que Israel está al borde de convertirse en un Estado paria como consecuencia de lo sucedido en la guerra en Gaza, condenado globalmente y aislado en el escenario mundial.

## Biografía

### Vida y carrera tempranas
Netanyahu nació en 1949 en Tel Aviv, hijo de Tzila Segal (28 de agosto de 1912-31 de enero de 2000) y del profesor Benzion Netanyahu (1910-2012), siendo el segundo de tres hijos. Fue criado y educado inicialmente en Jerusalén, donde asistió a la Escuela Primaria Henrietta Szold. Una copia de la evaluación de su maestra de sexto grado, Ruth Rubenstein, indicó que Netanyahu era cortés, educado, servicial, su trabajo era «responsable y puntual», y que Netanyahu era amable, disciplinado, alegre, valiente, activo y obediente. Entre 1956 y 1958, y de nuevo desde 1963 hasta 1967, su familia vivió en Estados Unidos, en Cheltenham Township (Pensilvania), un suburbio de Filadelfia, donde asistió y se graduó de la Cheltenham High School y era activo en un club de debate. A día de hoy, habla con fluidez inglés, con un notable acento de Filadelfia.
Después de graduarse de la escuela secundaria en 1967, Netanyahu regresó a Israel para alistarse en las Fuerzas de Defensa de Israel. Se formó como un soldado de combate y se desempeñó durante cinco años en una unidad de fuerzas especiales de élite de las FDI, Sayeret Matkal. Participó en numerosas incursiones de asalto transfronterizas durante la guerra de Desgaste (1967-1970), llegando a convertirse en un líder de equipo en la unidad. Fue herido en combate en múltiples ocasiones. Estuvo involucrado en muchas otras misiones, incluyendo la operación infierno (1968) y el rescate del secuestrado vuelo 571 de Sabena (mayo de 1972), en el que recibió un disparo en el hombro.
Después de completar su servicio militar en 1972, Netanyahu regresó a los Estados Unidos a finales de ese año para estudiar arquitectura en el Massachusetts Institute of Technology. Regresó a Israel en octubre de 1973 para servir en la guerra de Yom Kipur en la unidad de comandos Sayeret Matkal. Mientras estuvo allí, luchó en las fuerzas especiales en redadas a lo largo del canal de Suez contra las fuerzas egipcias, antes de liderar un ataque de comando en lo profundo del territorio dentro de Siria, cuya misión permanece clasificada en la actualidad.
| Tengo un gran respeto por la unidad. Se trata de una unidad que cambia la realidad de nuestras vidas a pesar de que sus acciones son un secreto. Aunque es una pequeña unidad, influye en todas las ramas de las fuerzas armadas [...] Mi servicio en la unidad fortaleció mi comprensión de los riesgos involucrados detrás de las operaciones autorizadas y los riesgos de que los combatientes están asumiendo. Es tangible y no teórico para mí.—Benjamín Netanyahu, en Sayeret Matkal, (Maariv 2007) |

Luego regresó a los Estados Unidos y completó un grado de B.S. en arquitectura en febrero de 1975 y obtuvo el grado de M.S. en la MIT Sloan School of Management en 1977. Al mismo tiempo, estaba estudiando para un doctorado en ciencias políticas en la Universidad de Harvard, hasta que se interrumpieron sus estudios por la muerte de su hermano en la operación Entebbe.
En el MIT, Netanyahu estudió con una doble carga, al concluir un M.S. (que sería normalmente de cuatro años) en solo dos años y medio (a pesar de tomar un descanso para luchar en la guerra de Yom Kipur) y completar simultáneamente una tesis de graduado en Harvard. El profesor Groisser en el MIT recordó: «Lo hizo magníficamente. Era muy brillante. Organizado. Fuerte. Enérgico. Sabía lo que quería hacer y cómo lograr que se hiciera».
En ese momento cambió su nombre por el de Benjamin Ben Nitai (Nitai, una referencia tanto al monte Nitai y al sabio judío del mismo nombre, Nittai de Arbela, que era un seudónimo a menudo utilizado por su padre para los artículos). Años más tarde, en una entrevista con los medios, Netanyahu aclaró que decidió hacerlo para que fuera más fácil para los estadounidenses pronunciar su nombre. Este hecho ha sido utilizado por sus rivales políticos para acusarlo indirectamente de falta de identidad nacional israelí y lealtad.
En 1976, Netanyahu perdió a su hermano mayor Yonatan Netanyahu. Yonatan se desempeñaba como comandante de la antigua unidad de Benjamín, el Sayeret Matkal, y murió en acción durante el rescate de los rehenes de terroristas, durante su misión en la operación Entebbe, en la que su unidad rescató a más de 100 rehenes israelíes secuestrados por terroristas y llevados hasta el aeropuerto de Entebbe en Uganda.
En ese mismo año, Netanyahu se graduó como uno de los mejores alumnos de su clase en la MIT Sloan School of Management, y pasó a ser consultor económico del Boston Consulting Group en Boston, Massachusetts, trabajando en la empresa entre 1976 y 1978. En el Boston Consulting Group era colega de Mitt Romney, con quien entabló una amistad duradera. Romney recuerda a Netanyahu en ese entonces: «[Una] fuerte personalidad con un punto de vista distinto», y dice que «[nosotros] casi podemos hablar en taquigrafía (...) compartimos experiencias comunes y tenemos una perspectiva y apuntalamiento que son similares». Netanyahu dijo que su «fácil comunicación» fue el resultado del «campo de entrenamiento intelectualmente riguroso de BCG».
En 1978, Netanyahu apareció en la televisión local de Boston, bajo el nombre de «Ben Nitai», donde argumentó: «El verdadero núcleo del conflicto es la lamentable negativa árabe a aceptar el estado de Israel [...] Durante 20 años los árabes tenían tanto la Ribera Occidental y la Franja de Gaza, y si la autodeterminación, como ahora dicen, es el núcleo del conflicto, podrían haber establecido fácilmente un Estado palestino».
En 1978, Netanyahu regresó a Israel. Entre 1978 y 1980 dirigió el Instituto Antiterrorista Yonathan Netanyahu, una organización no gubernamental dedicada al estudio del terrorismo; el Instituto llevó a cabo una serie de conferencias internacionales centradas en la discusión sobre el terrorismo internacional. De 1980 a 1982 fue director de marketing de Industrias Rim en Jerusalén. Durante este período Netanyahu hizo sus primeras conexiones con varios políticos israelíes, entre ellos el ministro Moshe Arens, quien lo designó como su Jefe Adjunto de Misión de la Embajada de Israel en Washington D. C., cargo que ocupó desde 1982 hasta 1984. Entre 1984 y 1988, Netanyahu sirvió como embajador de Israel ante las Naciones Unidas. Netanyahu fue influido por el rabino Menájem M. Schneerson, con quien formó una relación durante la década de 1980. Se refirió a Schneerson como «el hombre más influyente de nuestro tiempo».

### Carrera política temprana (1988-1996)

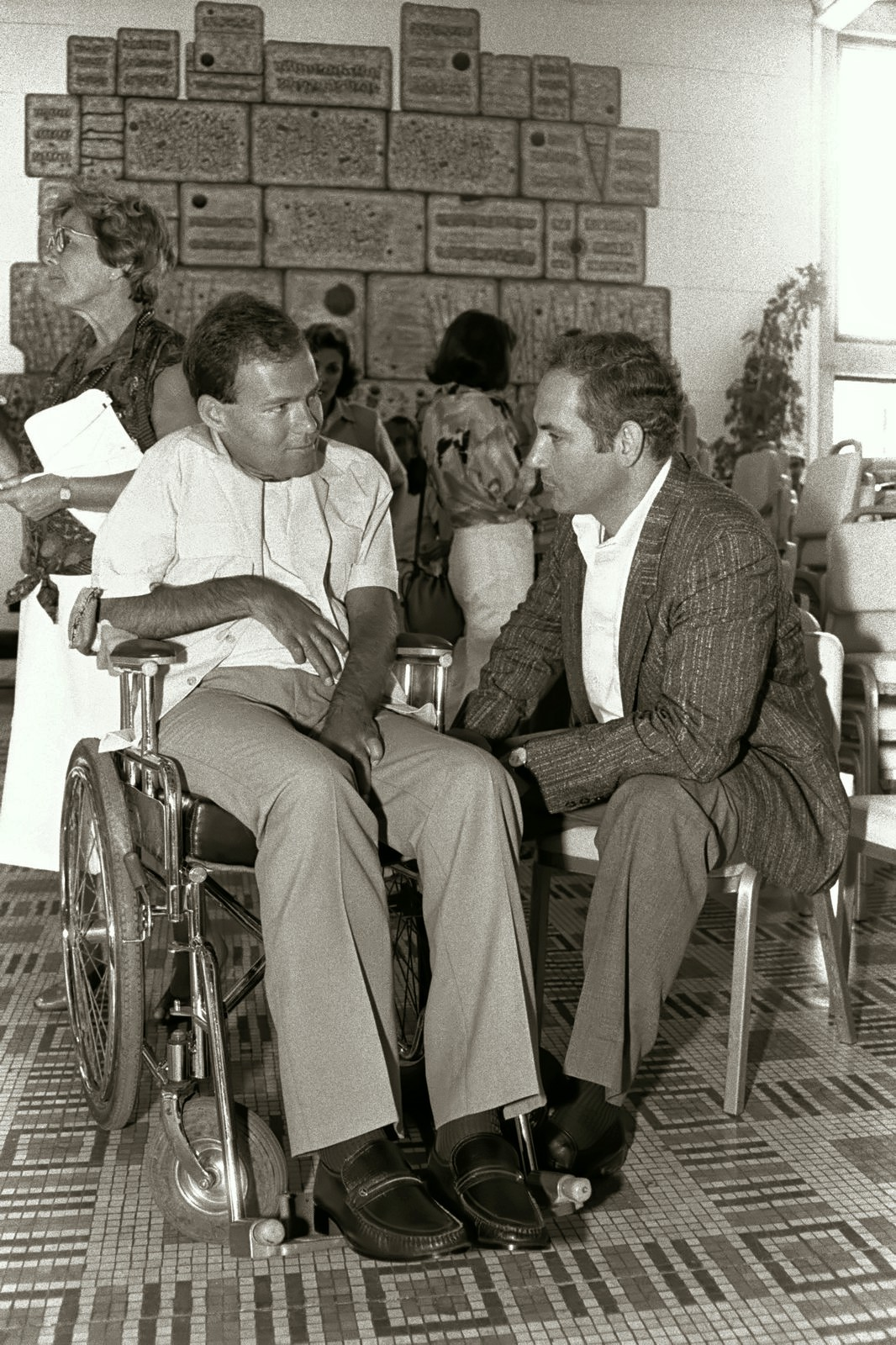
Netanyahu (derecha) con Sorin Hershko, un soldado herido y permanentemente paralizado debido a la operación Entebbe, 2 de julio de 1986.

Antes de la elección legislativa israelí de 1988, Netanyahu regresó a Israel y se unió al partido Likud. En las elecciones internas del Likud, Netanyahu se colocó en quinto lugar en la lista del partido. Más tarde fue elegido como miembro de la Knéset en la 12.ª Knéset, y fue designado como viceministro del ministro de Relaciones Exteriores Moshe Arens, y más tarde David Levy. Netanyahu y Levy no cooperaron y la rivalidad entre los dos solo se intensificó posteriormente. Durante la conferencia de Madrid de 1991, Netanyahu fue uno de los miembros de la delegación israelí encabezada por el primer ministro Yitzhak Shamir. Después de la conferencia, Netanyahu fue nombrado viceministro en la Oficina del Primer ministro de Israel.
Después de la derrota del partido Likud en las elecciones legislativas israelíes de 1992, el grupo político celebró una elección primaria en 1993 para seleccionar a su líder, y Netanyahu salió victorioso, derrotando a Ze'ev «Benny» Beguin (el hijo del ex primer ministro Menájem Beguin) y al veterano político David Levi (Sharón inicialmente también buscó la dirección del partido Likud, pero rápidamente se retiró cuando era evidente que estaba atrayendo un apoyo mínimo). Shamir se retiró de la política poco después de la derrota del Likud en las elecciones de 1992.
Tras el asesinato de Yitzhak Rabin, su sucesor temporal, Shimon Peres, decidió llamar a elecciones anticipadas con el fin de dar al gobierno un mandato para hacer avanzar el proceso de paz. Netanyahu fue el candidato del Likud para primer ministro en las elecciones generales de Israel de 1996, que tuvo lugar el 26 de mayo de ese año y fueron las primeras elecciones israelíes en la que sus ciudadanos eligieron a su primer ministro directamente. Netanyahu contrató al operador político estadounidense republicano Arthur Finkelstein para ejecutar su campaña, y aunque el estilo estadounidense de discursos fuertes y ataques agudos suscitó duras críticas desde el interior de Israel, este demostró su eficacia (el método fue posteriormente copiado por Ehud Barak durante la campaña electoral de 1999 en la que este venció a Netanyahu). Cuando Netanyahu ganó la elección de 1996, se convirtió en la persona más joven en la historia que obtuvo esa posición y el único primer ministro de Israel nacido en el propio Estado de Israel (Yitzhak Rabin nació en Jerusalén, durante el Mandato Británico de Palestina, antes de la fundación del Estado de Israel en 1948).
La victoria de Netanyahu sobre el favorito preelectoral Shimon Peres sorprendió a muchos. El principal catalizador de la caída de este último fue una ola de atentados suicidas poco antes de las elecciones; el 3 y 4 de marzo de 1996, los palestinos llevaron a cabo dos ataques suicidas con bombas, matando a 32 israelíes, dejando a Peres como aparentemente incapaz de detener los ataques. A diferencia de Peres, Netanyahu no se fiaba de Yasser Arafat y condicionó cualquier avance en el proceso de paz a que la Autoridad Nacional Palestina cumpliera con sus obligaciones: principalmente la lucha contra el terrorismo; y corrió con el lema de la campaña «Netanyahu, haciendo una paz segura». Sin embargo, aunque Netanyahu ganó la elección para primer ministro, los laboristas ganaron las elecciones a la Knéset, poniendo en problemas a la coalición Likud-Gesher-Tzomet, por lo que Netanyahu tuvo que recurrir a una alianza con los partidos ultraortodoxos, Shas y Yahadut Hatorah (cuyas políticas de bienestar social estaban en contra de su punto de vista capitalista) con el fin de gobernar.[cita requerida]

### Primer ministro (1996-1999)

#### Primer periodo

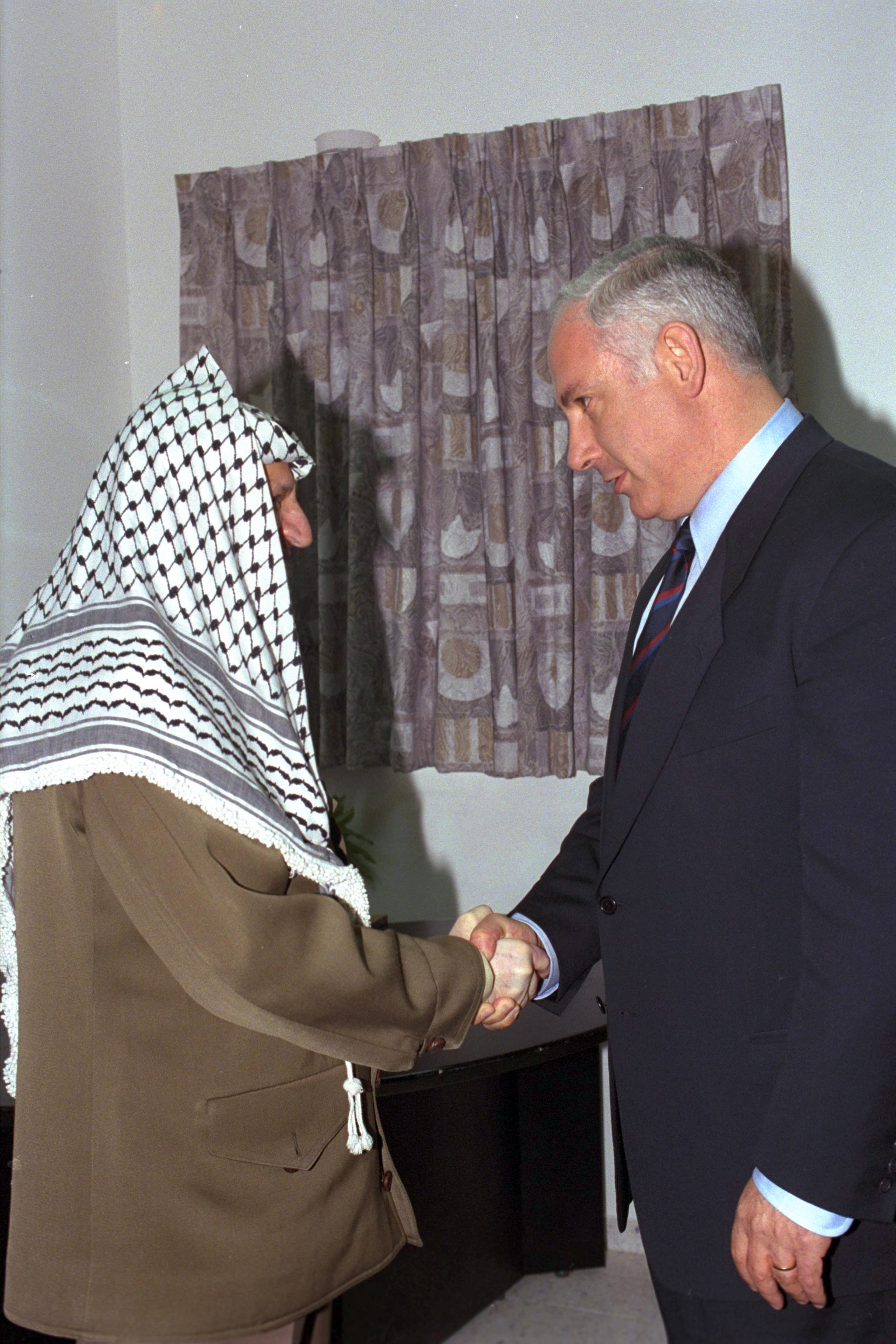
Netanyahu se reunió con el líder palestino, Yasser Arafat, en el cruce de Erez (4 de septiembre de 1996).

Una serie de atentados suicidas reforzó la posición del Likud para la seguridad. Hamás se atribuyó la responsabilidad de la mayoría de los atentados. Como primer ministro, Netanyahu planteó muchas preguntas sobre muchas premisas centrales del proceso de paz de Oslo. Uno de sus principales puntos de desacuerdo con la premisa de Oslo fue que las negociaciones debían proceder por etapas, lo que significa que se debían hacer concesiones a los palestinos antes de llegar a ninguna resolución sobre las principales cuestiones, como el estatus de Jerusalén, y la modificación de la Carta Nacional Palestina. Los partidarios de Oslo habían afirmado que el enfoque multietapa sería para promover la buena voluntad con los palestinos y podría impulsar a buscar la reconciliación cuando se plantearan estas cuestiones importantes en las etapas posteriores. Netanyahu afirmó que estas concesiones solo darían aliento a los elementos extremistas, sin recibir ningún gesto tangible de cambio. Pidió gestos tangibles de buena voluntad palestina a cambio de concesiones israelíes. A pesar de sus diferencias declarados con los Acuerdos de Oslo, el primer ministro Netanyahu continuó su aplicación, pero su mandato vio una marcada desaceleración en el proceso de paz.
En 1996, Netanyahu y el alcalde de Jerusalén Ehud Olmert decidieron abrir una salida desde el barrio árabe hacia el túnel del muro occidental, que el anterior primer ministro Shimon Peres había decidido posponer por el bien de la paz. Esto provocó tres días de disturbios causados por los palestinos, dando lugar a doce israelíes y cien palestinos muertos. En enero de 1997, Netanyahu firmó el Protocolo de Hebrón con la Autoridad Palestina, que dio como resultado el redespliegue de las fuerzas israelíes en Hebrón y el cambio a la autoridad civil en gran parte del área para la Autoridad Palestina.

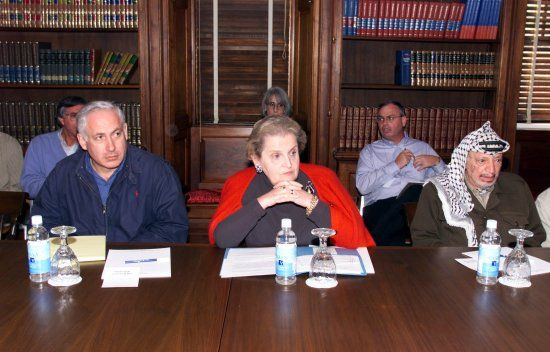
Netanyahu sentado con la secretaria de Estado Madeleine Albright y el líder palestino Yasser Arafat en el Memorando del Río Wye, 1998.

Con el tiempo, la falta de progreso del proceso de paz condujo a nuevas negociaciones que produjeron el Memorando del Río Wye en 1998, que detalla los pasos a seguir por el gobierno israelí y la Autoridad Palestina para aplicar el anterior Acuerdo Interino de 1995. Fue firmado por Netanyahu y el presidente de la OLP, Yasser Arafat, y el 17 de noviembre de 1998 la Knéset lo aprobó por 75 a favor y 19 en contra. Como Primer ministro Netanyahu destacó una política de «tres no[s]»: No retirarse de los Altos del Golán, no discutir sobre el caso de Jerusalén, no hay negociaciones bajo ninguna condición previa.

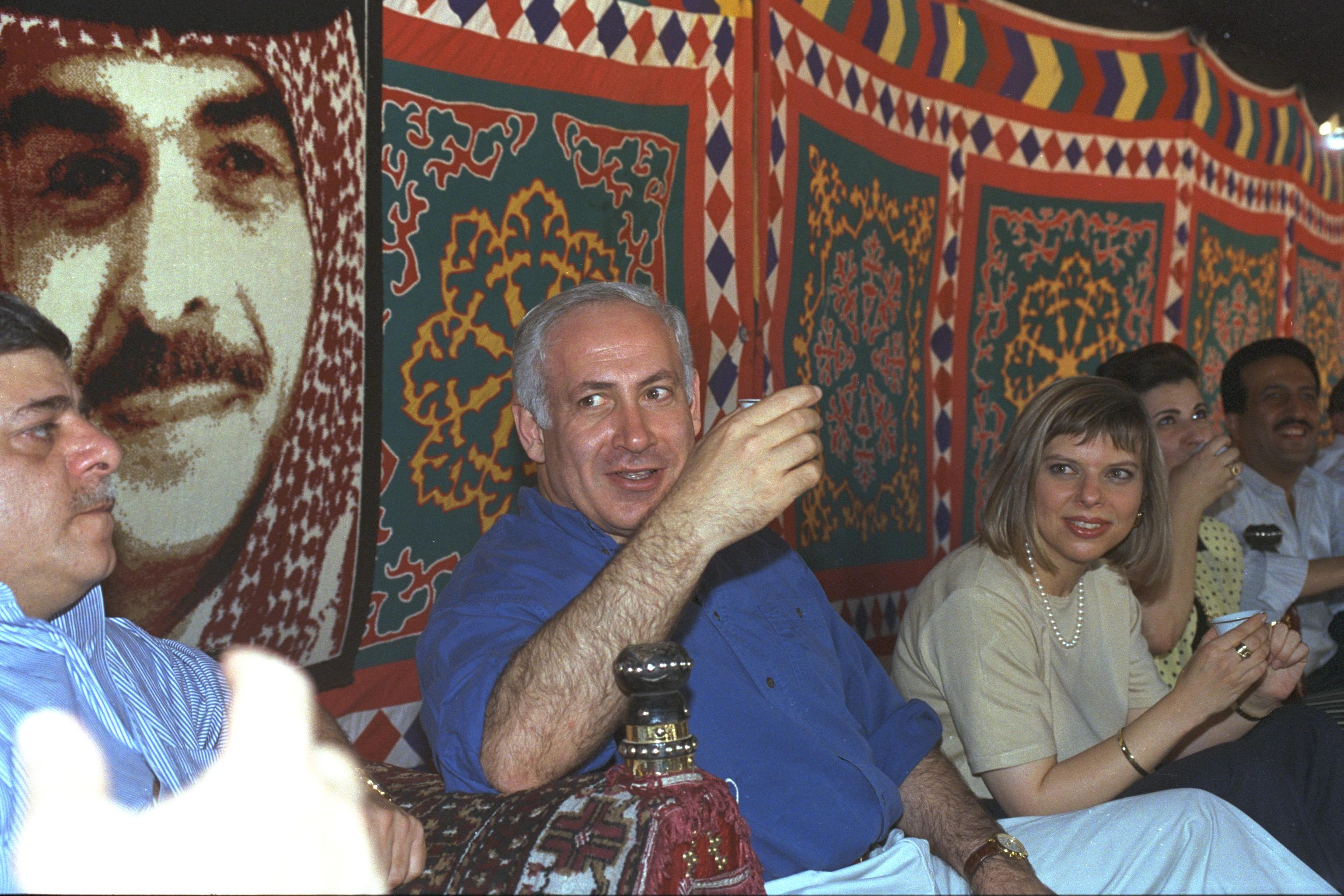
El primer ministro Netanyahu y su esposa visitan una tienda beduina de campaña en Jordania, 1996.

Durante su mandato, Netanyahu inició también un proceso de liberalización económica, dando pasos hacia una economía de libre mercado. Bajo su supervisión, el gobierno comenzó a vender sus acciones en los bancos y las grandes empresas estatales. Netanyahu también abolió todos los estrictos controles de divisas de Israel, lo que permitió a los israelíes tomar una cantidad ilimitada de dinero fuera del país, abrir cuentas bancarias extranjeras, mantenerse en moneda extranjera e invertir libremente en otros países.
A lo largo de su mandato, Netanyahu recibió la oposición del ala política de izquierda en Israel y perdió el apoyo de la derecha a causa de sus concesiones a los palestinos en Hebrón y en otros lugares, y debido a sus negociaciones con Arafat en general. Netanyahu perdió el favor de la opinión pública israelí después de una larga cadena de escándalos que involucran a su matrimonio y casos de corrupción. En 1997, la policía israelí recomendó que Netanyahu fuera acusado por cargos de corrupción y tráfico de influencias. Se le acusó de nombrar un fiscal general que reduciría los cargos y los fiscales determinaron que no había pruebas suficientes para ir a juicio. En 1999, Netanyahu se enfrentó a otro escándalo cuando la policía de Israel recomendó que fuera juzgado por corrupción por $ 100.000 en servicios gratuitos de un contratista del gobierno; el fiscal general de Israel decidió no enjuiciarlo, citando dificultades con la evidencia.
Después de ser derrotado por Ehud Barak en las elecciones generales israelíes de 1999, Netanyahu se retiró temporalmente de la política. Posteriormente, se desempeñó como consultor sénior con el desarrollador de equipos de comunicaciones israelíes BATM durante dos años.

### La crisis política y la recuperación (2000-2003)

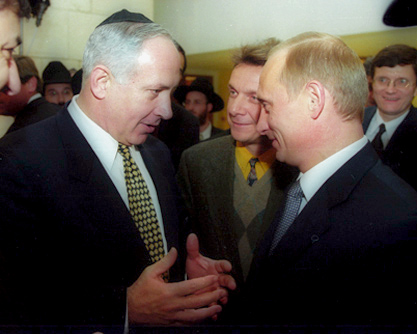
Netanyahu y Vladímir Putin en el Centro Comunitario Judío, Moscú (2000).

Con la caída del gobierno de Barak a finales de 2000, Netanyahu expresó su deseo de volver a la política. Por ley, se suponía que la renuncia de Barak debía conducir a elecciones por únicamente la posición de primer ministro. Netanyahu insistió en que se celebrasen elecciones generales, alegando que de lo contrario sería imposible tener un gobierno estable. Netanyahu decidió finalmente no postular para el cargo de primer ministro, una medida que facilitaría el sorprendente ascenso al poder de Ariel Sharón, quien en ese momento era considerado menos popular que Netanyahu. En 2002, después de que el Partido Laborista Israelí abandonó la coalición y dejó vacante el cargo de ministro de Relaciones Exteriores, el primer ministro, Ariel Sharón, nombró canciller a Netanyahu. Netanyahu desafió a Sharón por el liderazgo del partido Likud, pero no pudo derrotarlo.
El 9 de septiembre de 2002, un discurso de Netanyahu programado en la Universidad Concordia en Montreal, Quebec, Canadá fue cancelado después de que cientos de manifestantes pro-palestinos abrumaran a la seguridad y rompieran las ventanas de cristal. Netanyahu no estuvo presente en la protesta, habiendo permanecido en el Hotel Ritz-Carlton de Montreal durante toda su duración. Más tarde acusó a los activistas de apoyar el terrorismo y el «loco fanatismo». Semanas después, el 1 de octubre de 2002, unos 200 manifestantes se reunieron afuera del Heinz Hall tras la aparición de Netanyahu en Pittsburg, aunque la policía, la seguridad israelí y una unidad de SWAT permitieron que sus discursos continuaran en el centro de la sala y el Duquesne Club, así como en los suburbios de la Universidad Robert Morris.
El 12 de septiembre de 2002, Netanyahu declaró (bajo juramento como ciudadano privado) ante el Comité de Supervisión y Reforma Gubernamental de la Cámara de Representantes de los Estados Unidos con respecto a la amenaza nuclear planteada por el régimen iraquí: «No hay duda alguna de que Saddam está buscando y está trabajando y está avanzando hacia el desarrollo de armas nucleares, no hay ninguna duda en absoluto», dijo. «Y no hay duda de que una vez que lo consiga, la historia cambiara inmediatamente». Netanyahu y otros funcionarios de alto rango de diferentes países habían sospechado que Irak podría desarrollar capacidad nuclear, ya que el país comenzó a construir un programa de una central nuclear en 1959 con la ayuda de la Unión Soviética, pero los ataques aéreos israelíes habían destruido el reactor nuclear iraquí en 1981 (véase Operación Ópera).

### Ministro de Finanzas (2003-2005)
Después de la elección legislativa de Israel de 2003, en lo que muchos observadores consideraron como un movimiento sorpresa, Sharón ofreció el ministerio de Relaciones Exteriores a Silvan Shalom y el ministerio de Finanzas a Netanyahu. Algunos expertos especulan que Sharón tomó la decisión porque consideraba a Netanyahu una amenaza política dada su demostrada eficacia como ministro de Relaciones Exteriores, y que por ello lo colocó en el ministerio de Finanzas en un momento de incertidumbre económica, que podría disminuir la popularidad de Netanyahu. Netanyahu aceptó el nuevo puesto después de que Sharón accedió a que se le proporcione un nivel sin precedentes de independencia en la gestión del ministerio.[cita requerida]
Como ministro de Finanzas, Netanyahu se comprometió un plan económico con el fin de restaurar la economía de Israel desde su punto más bajo durante la Segunda Intifada. El plan implicaba un movimiento hacia una mayor liberalización de los mercados, a pesar de que no estuvo exento de críticas. Netanyahu logró la aprobación de varias reformas de varios problemas largamente sin resolver, entre ellos una importante reforma en el sistema bancario. Sin embargo, los opositores del Partido Laborista (e incluso algunos dentro de su propio Likud) vieron las políticas de Netanyahu como ataques «Thatcher» a la venerada red de seguridad social de Israel.
Como ministro de Finanzas, Netanyahu se dedicó a una importante reforma de la economía israelí. Él instituyó un programa para poner fin a la dependencia del bienestar, al exigir a la gente solicitar puestos de trabajo o de formación. Se redujo el tamaño del sector público, se reformó y simplificó el sistema tributario y se atacó a los monopolios y cárteles para aumentar la competencia. A medida que la economía israelí comenzó en auge y el desempleo se redujo significativamente, Netanyahu fue ampliamente reconocido por los comentaristas por haber realizado un milagro económico hacia el final de su mandato. La reforma fue reconocida por los comentaristas por haber mejorado significativamente el desempeño económico posterior de Israel.
Netanyahu amenazó con renunciar a su cargo en el año 2004 a menos que el plan de retirada de Gaza fuera sometido a referéndum. Más tarde, modificó el ultimátum y votó por el programa en la Knéset, indicando inmediatamente después que renunciaría a menos que se celebrara un referéndum dentro de 14 días. Él presentó su carta de renuncia el 7 de agosto de 2005, poco antes de que el gabinete israelí aprobara la fase inicial de la retirada de Gaza a 17 votos a favor y 5 en contra.

### Líder del Likud y de la oposición (2005-2009)
Tras la retirada de Sharón del Likud, Netanyahu fue uno de varios candidatos que competían por el liderazgo del partido. Su último intento había sido en septiembre de 2005, cuando había intentado celebrar elecciones primarias tempranas para la posición de cabeza del partido Likud, cuando el grupo político se retiró de la oficina del primer ministro, por consiguiente, empujando efectivamente a Ariel Sharón fuera del cargo. Según Netanyahu, el Likud se estaba convirtiendo «en un partido pacifista y de izquierdas». Tras este anuncio, Sharón llegó a afirmar sobre Netanyahu que «huyó de sus responsabilidades al dimitir» y que «es propenso a perder la calma y no está capacitado para dirigir el país». El partido rechazó esta iniciativa, no adelantando las primarias del Likud. 
Netanyahu volvió a tomar el liderazgo, el 20 de diciembre de 2005, con el 47 % de los votos primarios, en contraste al 32 % para Silvan Shalom y el 15 % para Moshe Feiglin. En las elecciones a la Knéset de marzo de 2006, el Likud tomó el tercer lugar detrás de Kadima y el Partido Laborista, y Netanyahu se desempeñó como jefe de la oposición. El 14 de agosto de 2007, Netanyahu fue reelegido como presidente del Likud y su candidato para el cargo de primer ministro con el 73 % de los votos, contra el candidato de extrema derecha Moshe Feiglin y presidente del World Likud Danny Danon. Se opuso al cese al fuego Israel-Hamás de 2008, al igual que otros en la oposición de la Knéset. En concreto, Netanyahu declaró: «Esto no es un apaciguamiento, es un acuerdo israelí para el rearme de Hamás [...] ¿Qué estamos recibiendo por esto?».
En el primer semestre de 2008, los médicos le extirparon un pequeño pólipo de colon que resultó ser benigno.

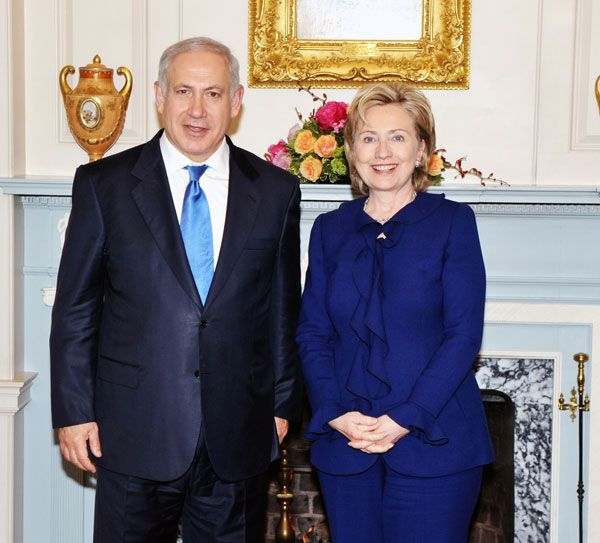
Netanyahu en una reunión con la secretaria de Estado Hillary Clinton en una cena de trabajo en Washington D. C. (18 de mayo de 2009).

Tras la elección de Livni para encabezar el Kadima tras la renuncia de Ólmert a su cargo de primer ministro, Netanyahu se negó a unirse a la coalición que Livni estaba tratando de formar y apoyó convocar a unas nuevas elecciones, que se celebraron en febrero de 2009. Netanyahu fue el candidato del Likud para primer ministro en la elección legislativa de Israel de 2009, que tuvo lugar el 10 de febrero de ese año, junto a Tzipi Livni, la anteriormente designada primer ministro en funciones por el gobierno de Ólmert, pero que había sido incapaz de formar una coalición para un gobierno viable. Las encuestas de opinión mostraron al Likud a la cabeza, pero con un tercio de los votantes israelíes indecisos.
En la elección misma, el Likud ganó el segundo lugar en número de escaños, siendo superado por el partido de Livni por un escaño. Una posible explicación para la relativamente pobre actuación del Likud es que algunos partidarios del grupo político desertaron a favor del Yisrael Beiteinu de Avigdor Lieberman. Netanyahu, sin embargo, se adjudicó la victoria sobre la base de que los partidos de derecha ganaron la mayoría de los escaños, y el 20 de febrero de 2009 fue designado por el presidente israelí, Shimon Peres, para suceder a Ehud Ólmert como primer ministro, y comenzó sus negociaciones para formar una coalición de gobierno.
A pesar de partidos de derecha ganaron una mayoría de 65 escaños en la Knéset, Netanyahu prefirió una coalición centrista más amplia y se dirigió a sus rivales del Kadima, presidido por Tzipi Livni, para unirse a su gobierno. Esta vez fue el turno de Livni de negarse a participar, con la diferencia de opinión sobre la forma de llevar adelante el proceso de paz como la piedra de tropiezo. Netanyahu logró atraer a un rival más pequeño, el Partido Laborista, presidido por Ehud Barak, para unirse a su gobierno, dándole un cierto tono centrista. Netanyahu presentó su gabinete para el «voto de confianza» de la Knéset, el 31 de marzo de 2009. El 32.º gobierno recibió la aprobación ese día por una mayoría de 69 diputados contra 45 (con cinco abstenciones) y sus miembros prestaron juramento.

### Primer ministro (2009-2021)

#### Segundo periodo (2009-2013)

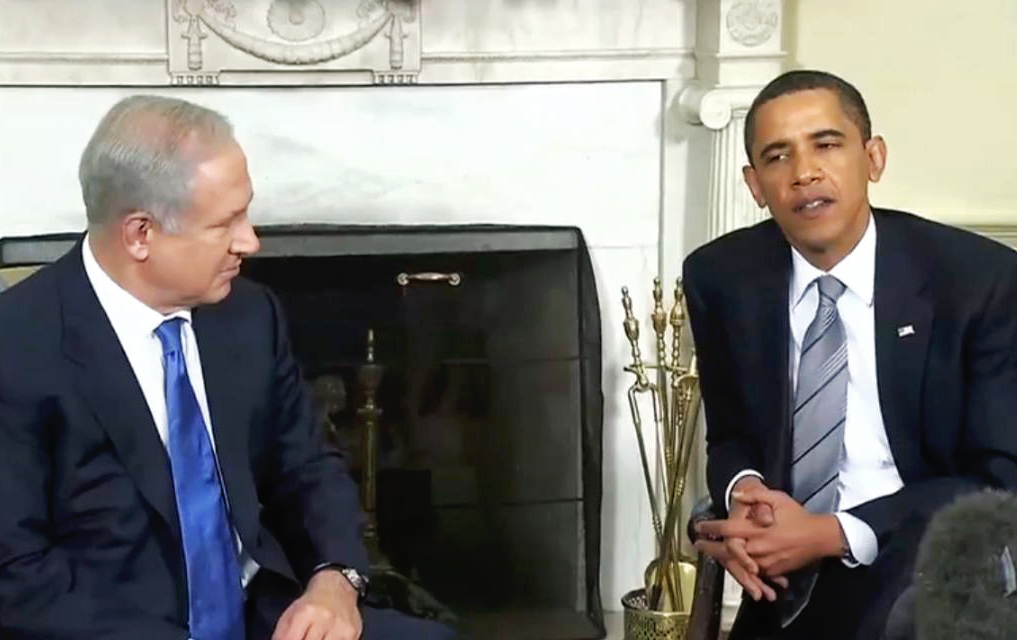
Netanyahu y Barack Obama en la Oficina Oval (18 de mayo de 2009).

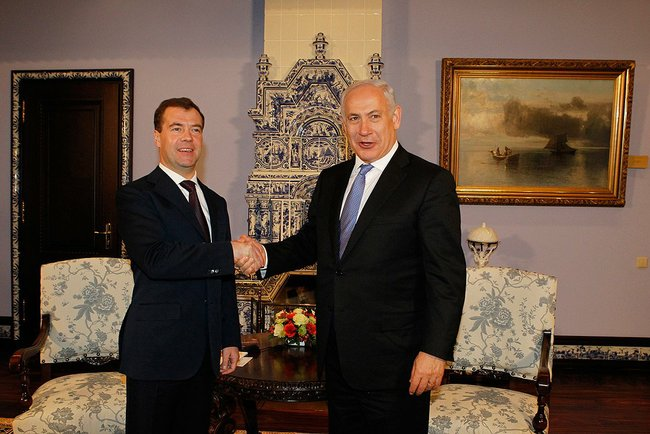
Netanyahu en reunión con el presidente ruso Dmitri Medvédev (24 de marzo de 2011).

En 2009, la secretaria de Estado Hillary Rodham Clinton expresó su apoyo a la creación de un Estado palestino, solución no apoyada por el designado primer ministro Benjamín Netanyahu, con el que tuvo anteriormente prometió la cooperación de los Estados Unidos. A la llegada del enviado especial de la administración Obama, George Mitchell, Netanyahu dijo que cualquier adelanto de las negociaciones con los palestinos debería estar condicionada a que los palestinos reconozcan a Israel como un estado judío. El presidente estadounidense Barack Obama dijo a Netanyahu que una solución de dos estados era una prioridad y pidió detener el crecimiento de los asentamientos, mientras que Netanyahu se negó a apoyar la creación de un Estado palestino y declaró que Israel tiene el derecho de continuar la construcción de los asentamientos.
Durante el discurso de Obama en El Cairo del 4 de junio de 2009, en la que el presidente estadounidense se dirigió al mundo musulmán, Obama declaró, entre otras cosas, que «Estados Unidos no acepta la legitimidad de más asentamientos israelíes». Después del discurso de Obama, Netanyahu llamó inmediatamente a una reunión especial del gobierno. El 14 de junio, diez días después del discurso, Netanyahu dio una alocución en la Universidad Bar-Ilán en la que aprobó un «Estado palestino desmilitarizado», aunque dijo que Jerusalén debía seguir siendo la capital unificada de Israel. Netanyahu declaró que aceptaría un estado palestino si Jerusalén se mantuviera como capital unida de Israel, si los palestinos no tendrían un ejército y renunciaran a su demanda de un derecho de retorno. También argumentó el derecho de un «crecimiento natural» de los asentamientos judíos existentes en la Ribera Occidental, mientras que su actitud era permanente hasta una negociación adicional. Un alto funcionario palestino, Sereb Ereket, dijo que el discurso había «cerrado la puerta a un permanente estado de negociaciones», debido a las declaraciones de Netanyahu en Jerusalén, los refugiados y los asentamientos.[cita requerida]
Tres meses después de comenzar su mandato, Netanyahu señaló que su gabinete ya había logrado varios éxitos notables, tales como el establecimiento de un activo gobierno de unidad nacional y un amplio consenso para una «solución de dos estados». Una encuesta de julio de 2009 realizada por el diario Ha'aretz encontró que la mayoría de los israelíes apoyaban el gobierno de Netanyahu, dándole un índice de aprobación personal de alrededor de 49 %. Netanyahu levantó los puestos de control en el Banco Occidental con el fin de permitir la libertad de movimiento y un flujo de importaciones; un paso que dio lugar a un impulso económico en Cisjordania. En 2009, Netanyahu dio la bienvenida a la Iniciativa de Paz Árabe (también conocida como la «iniciativa de paz saudí») y elogió una llamada del príncipe heredero de Baréin Salman bin Hamad bin Isa Al Jalifa para normalizar las relaciones con Israel. En agosto de 2009, Abbas declaró que estaría dispuesto a reunirse con el primer ministro Netanyahu en la Asamblea General de la ONU, donde Netanyahu había aceptado la invitación de presidente Obama para una «cumbre tripartita», aunque afirmó que esto no llevaría necesariamente a las negociaciones. Netanyahu informó en un momento crucial en estos acuerdos, que se comunicó que se incluya un compromiso sobre el permiso de continuar las construcciones de asentamientos ya aprobadas en el Banco Occidental a cambio de detener todas las edificaciones de nuevos asentamientos a partir de entonces, así como continuar las obras en Jerusalén Este, y al mismo tiempo detener la demolición de las casas de los habitantes árabes de allí. El 4 de septiembre de 2009, se informó de que Netanyahu iba a estar de acuerdo con las demandas políticas de los colonos de aprobar más construcciones de asentamientos antes de que un acuerdo temporal de la detención de los pueblos se llevara a cabo. El portavoz de la Casa Blanca, Robert Gibbs, expresó su «pesar» por la medida; sin embargo, un funcionario estadounidense dijo que la medida no iba a «descarrilar [el] tren». El 7 de septiembre de 2009, Netanyahu salió de su oficina sin informar a dónde se dirigía. El secretario militar del primer ministro, mayor general Meir Kalifi, informó más tarde que Netanyahu había visitado un centro de seguridad en Israel. Diferentes agencias de noticias informaron varias historias dispares acerca de dónde estaba. El 9 de septiembre de 2009, Yedioth Ahronoth informó que el líder israelí había hecho un vuelo secreto a Moscú para tratar de persuadir a los funcionarios rusos no vender sistemas de misiles antiaéreos S-300 a Irán. Titulares de noticias marcaron a Netanyahu de «mentiroso» y apodaron al asunto un «fiasco». Más tarde se informó que el secretario militar de Netanyahu fue despedido debido al asunto. The Sunday Times informó que el viaje se hizo para señalar los nombres de los científicos rusos que Israel considera que están incitando el presunto programa de armas nucleares de Irán.

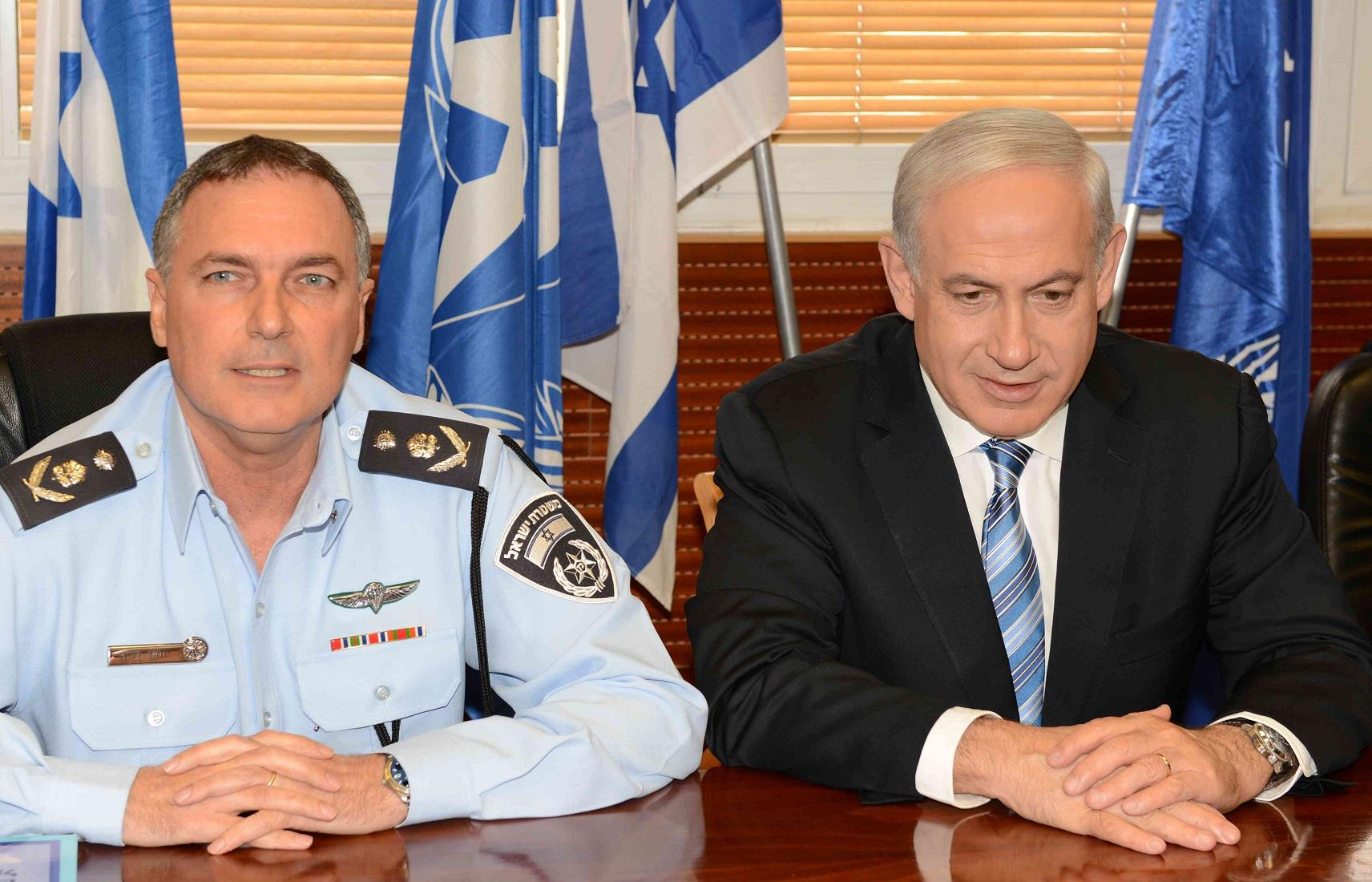
Netanyahu con Yohanan Danino, nombrado Jefe de la Policía de Israel en 2011.

El 24 de septiembre de 2009, en un discurso ante la Asamblea General de las Naciones Unidas en Nueva York, Netanyahu dijo que Irán representa una amenaza para la paz del mundo y que es responsabilidad de la organización mundial evitar que la República Islámica obtenga armas nucleares. Agitando los planos de Auschwitz e invocando la memoria de sus propios familiares asesinados por los nazis, Netanyahu entregó una réplica apasionada y pública del cuestionamiento del presidente iraní Mahmud Ahmadineyad sobre el Holocausto, preguntando: «¿No tiene vergüenza?».
En respuesta a la presión de la administración de Obama instando a las partes a reanudar las conversaciones de paz, el 25 de noviembre de 2009 Netanyahu anunció un plan parcial de 10 meses de detener la construcción de asentamientos. La anunciada detención parcial no tuvo ningún efecto significativo en la construcción de asentamientos, de acuerdo con un análisis realizado por el principal diario de Israel Ha'aretz. El enviado especial estadounidense George Mitchell dijo: «mientras que Estados Unidos comparte las preocupaciones árabes sobre las limitaciones del gesto de Israel, que son las mayores que algún gobierno de Israel ha puesto nunca». En su anuncio, Netanyahu calificó la medida como «un doloroso paso que animará el proceso de paz», e instó a los palestinos a responder. Los palestinos rechazaron el llamado, indicando que el gesto era «insignificante» pues miles de edificios de asentamientos habían sido aprobados recientemente en la Ribera Occidental y se seguían construyendo, y no había ninguna detención de los asentamientos en Jerusalén Este.
En marzo de 2010, el gobierno de Israel aprobó la construcción de un edificio adicional de 1,600 apartamentos en una gran promoción de viviendas judías en el norte de Jerusalén Este, llamado Ramat Shlomo a pesar de la posición del actual gobierno de Estados Unidos de que un acto como este frustraba las conversaciones de paz entre Israel y los palestinos. El anuncio del Gobierno israelí se produjo durante una visita del vicepresidente estadounidense, Joe Biden, y el gobierno de Estados Unidos posteriormente emitió una enérgica condena del plan. Netanyahu emitió posteriormente un comunicado que todos los gobiernos israelíes anteriores habían permitido de forma continua la construcción en el barrio, y que ciertos barrios como Ramat Shlomo y Gilo siempre han sido incluidos como parte de Israel en cualquier plan de acuerdo final que ha sido propuesto por ambos lados hasta la fecha. Netanyahu lamentó el momento del anuncio, pero afirmó que «nuestra política sobre Jerusalén es la misma política seguida por todos los gobiernos israelíes durante 42 años y no ha cambiado».

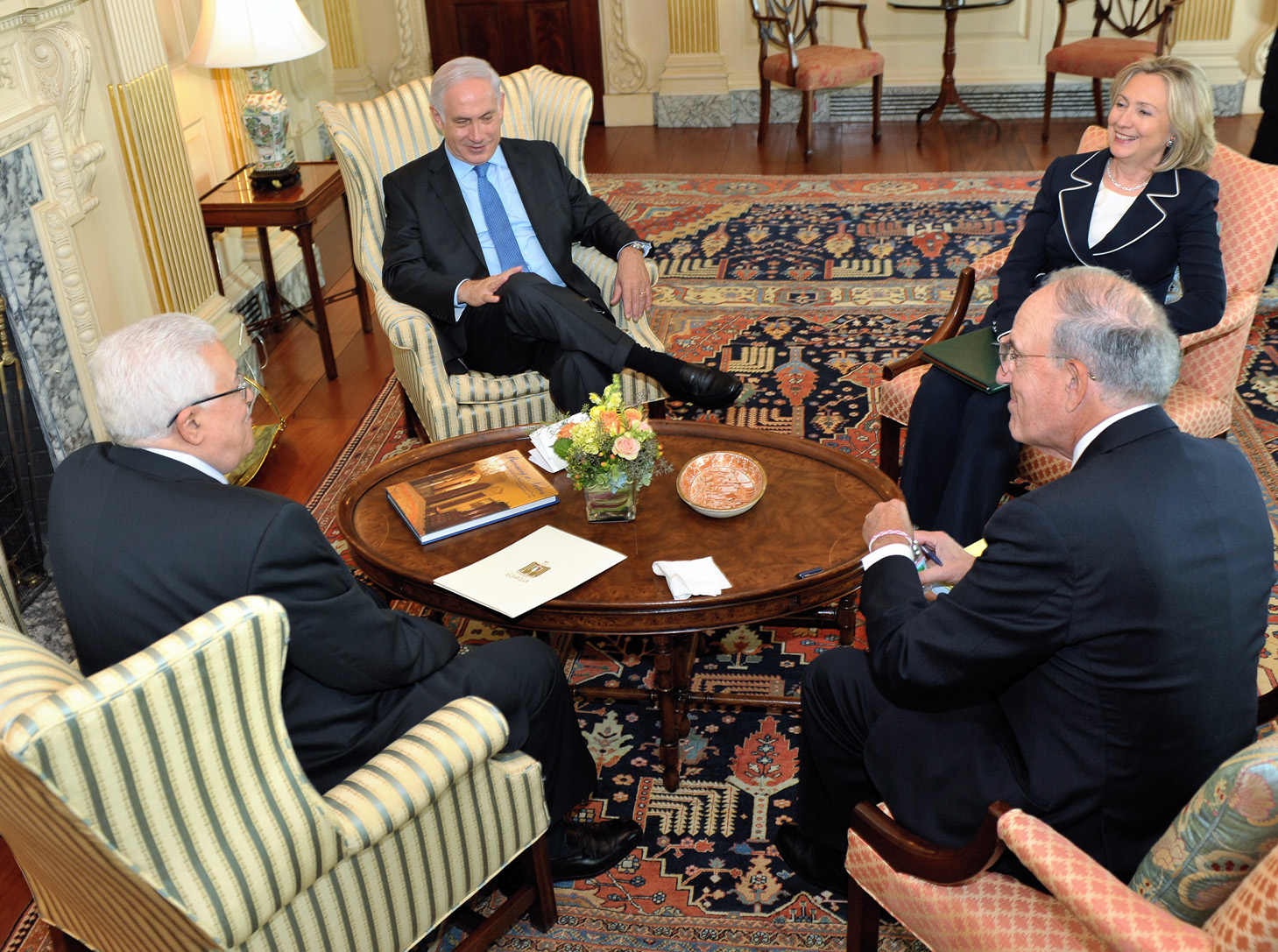
Netanyahu, Hillary Clinton, George J. Mitchell y Mahmud Abás en el inicio de las conversaciones directas (2 de septiembre de 2010).

En septiembre de 2010, Netanyahu accedió a entrar en conversaciones directas, mediadas por el gobierno de Obama, con los palestinos por primera vez en mucho tiempo. El objetivo final de estas conversaciones directas es forjar el marco de un oficial «estatus de los asentamientos» en el conflicto israelí-palestino mediante la formación de una solución de dos estados para el pueblo judío y el pueblo palestino. El 27 de septiembre, tras finalizar el plan de detención de construcción de 10 meses, el gobierno israelí aprobó nuevas construcciones en la Ribera Occidental, así como también en Jerusalén Este. Al retirarse de su cargo en julio de 2011, el exsecretario de Defensa estadounidense, Robert Gates, dijo que Netanyahu fue ingrato con los Estados Unidos, poniendo en peligro a Israel. En respuesta, el partido Likud de Netanyahu defendió diciendo que la mayoría de los israelíes apoyaban al primer ministro y que tenía un amplio respaldo en Estados Unidos. En 2011, las protestas de justicia social estallaron en todo Israel. Cientos de miles de personas protestaron por el alto costo de vida en todo el país. En respuesta, Netanyahu nombró el Comité Trajtenberg, encabezado por el profesor Manuel Trajtenberg, para examinar los problemas y proponer soluciones. El comité presentó recomendaciones para reducir el alto costo de la vida en septiembre de 2011. Aunque Netanyahu prometió impulsar las reformas propuestas a través del gabinete de una sola pieza, las diferencias dentro de su coalición dieron lugar a que las reformas fueran adoptadas gradualmente.
En 2012, Netanyahu planeaba inicialmente llamar a elecciones anticipadas, pero posteriormente supervisó la creación de un gobierno de unidad nacional muy polémico en Israel, hasta las elecciones nacionales de 2013. En mayo de 2012, Netanyahu reconoció oficialmente por primera vez el derecho de los palestinos a su propio Estado, aunque como antes declaró que tendría que ser desmilitarizado. El 25 de octubre de 2012, Netanyahu y su ministro de Relaciones Exteriores, Avigdor Lieberman, anunciaron que sus respectivos partidos políticos, Likud y Yisrael Beiteinu, se habían fusionado y que juntos competirían en una única boleta electoral para las elecciones de Israel del 22 de enero de 2013.

#### Tercer periodo (2013-2015)

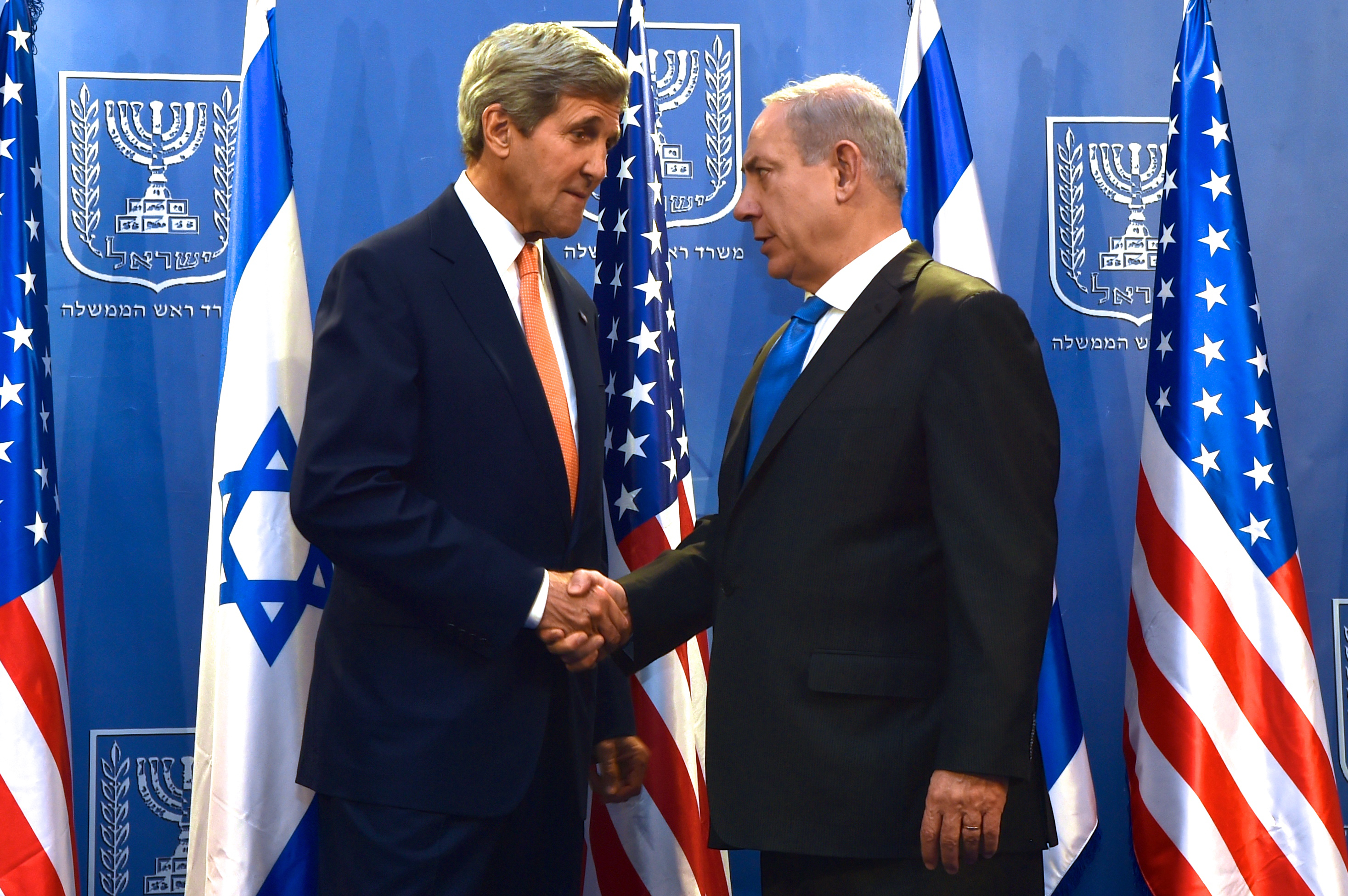
Secretario de Estado estadounidense John Kerry y Netanyahu en Jerusalén (23 de julio de 2014).

La elección de 2013 arrojó que la coalición Likud Beiteinu de Netanyahu tenía 11 escaños menos que los partidos en separado Likud y Yisrael Beiteinu antes de las elecciones. Sin embargo, como líder de lo que quedaba de la facción más grande en la Knéset, el presidente israelí Shimon Peres encargó a Netanyahu la tarea de formar el trigésimo tercer gobierno de Israel. La nueva coalición incluyó los partidos Yesh Atid, la Casa Judía y Hatnuah, excluyendo a los partidos ultraortodoxos ante la insistencia de estos dos primeros.
Durante el tercer mandato de Netanyahu, continuó con su política de liberalización económica. En diciembre de 2013, la Knéset aprobó la Ley de Concentración Empresarial, que pretendía abrir la economía altamente concentrada de Israel a la competencia para reducir los precios al consumidor, reducir la desigualdad de ingresos y aumentar el crecimiento económico. Netanyahu había formado el Comité de Concentración en 2010, y el proyecto de ley, que fue empujado hacia adelante por su gobierno, aplicó sus recomendaciones. La nueva ley prohibió las estructuras de retención corporativas de varios niveles, en los que miembros de la familia de un director general o de otros individuos afiliados mantenían a las empresas públicas que a su vez pertenecían otras empresas públicas, y que eran por lo tanto capaces de participar en la especulación de precios. Según la ley, a las corporaciones se les prohibió la posesión de más de dos niveles de empresas que cotizaran en bolsa y del ejercicio de ambas empresas, financieras y no financieras. A todos los conglomerados se les dio un plazo de cuatro a seis años para vender el exceso de tenencias. Netanyahu también comenzó una campaña de privatización portuaria para romper lo que él considera como el monopolio de los trabajadores de la Autoridad Portuaria de Israel, a fin de bajar los precios al consumidor y aumentar las exportaciones. En julio de 2013, se publicó la licitación para la construcción de puertos privados en Haifa y Ashdod. Netanyahu también se comprometió a reducir el exceso de la burocracia y las regulaciones para aliviar la carga de la industria.
En abril de 2014, y de nuevo en junio, Netanyahu habló de sus profundas preocupaciones cuando Hamás y la Autoridad Palestina acordaron y luego formaron un gobierno de unidad, y fue severamente crítico tanto de los Estados Unidos y la decisión de los gobiernos europeos para trabajar con el gobierno de coalición palestino. Él culpó a Hamás por el secuestro y asesinato de tres adolescentes israelíes en junio de 2014, y puso en marcha una operación de búsqueda y arresto masivo en la Ribera Occidental, contra miembros de Hamás en particular, y en las semanas siguientes golpeó 60 objetivos en Gaza. Intercambios de misiles y cohetes entre militantes de Gaza y el ejército israelí se intensificaron después de que los cuerpos de los adolescentes, que habían sido asesinados casi de inmediato ya que el gobierno tenía buenas razones para sospechar, fueron descubiertos el 30 de junio de 2014. Después de varios agentes de Hamás perdieron la vida, ya sea en una explosión o por un bombardeo israelí, Hamás declaró oficialmente que lanzaría cohetes desde Gaza hacia Israel, e Israel inició la operación Margen Protector en la franja de Gaza, formalmente finalizada por el acuerdo de alto el fuego de noviembre de 2012. El primer ministro estuvo en varias entrevistas de los programas de televisión en los Estados Unidos y describió a Hamás como «terroristas genocidas» en una entrevista en la CNN. Cuando se le preguntó si las víctimas gazatíes de la operación podrían provocar «una tercera Intifada», Netanyahu respondió que Hamás estaba trabajando hacia ese objetivo.
En octubre de 2014, Netanyahu declaró que las restricciones a los asentamientos estaban «en contra de los principios estadounidenses», un comentario que le valió una fuerte respuesta del Secretario de Prensa de la Casa Blanca Josh Earnest, quien señaló que los valores estadounidenses habían dado lugar a que Israel recibiera no solo una financiación consistente, sino también tecnología de protección como la Cúpula de Hierro. No mucho después, Jeffrey Goldberg de The Atlantic informó de que la relación entre Netanyahu y la Casa Blanca había alcanzado un nuevo mínimo, con la administración estadounidense furiosa por las políticas de asentamientos de Israel, y Netanyahu expresando desprecio por el alcance de la administración estadounidense en el Medio Oriente. Netanyahu explicó que él no acepta restricciones sobre dónde los judíos podrían vivir, y dijo que los árabes y los judíos de Jerusalén deberían ser capaces de comprar casas donde quieran. Dijo que estaba «desconcertado» por la condena de Estados Unidos. «Va en contra de los valores estadounidenses. Y no es un buen augurio para la paz. La idea de que tendríamos esta limpieza étnica como condición para la paz, creo que es antipaz».
El 2 de diciembre de 2014, Netanyahu despidió a dos de sus ministros: el ministro de Finanzas Yair Lapid, quien dirige el partido centrista Yesh Atid y la ministra de Justicia Tzipi Livni, que dirige Hatnuah. Los cambios llevaron a la disolución del gobierno, con nuevas elecciones convocadas para el 17 de marzo de 2015.
En enero de 2015, Netanyahu fue invitado a dirigirse al Congreso de Estados Unidos. Este discurso fue marcado como el tercer discurso de Netanyahu ante una sesión conjunta del Congreso estadounidense. El día antes de anunciar que se dirigiría al Congreso, Time informó que trató de hacer fracasar una reunión entre legisladores de Estados Unidos y el jefe del Mosad, Tamir Pardo, quien pretendía advertir contra la imposición de nuevas sanciones contra Irán, una medida que podría hacer fracasar las conversaciones nucleares. En los días previos a la intervención, el 3 de marzo de 2015, el cónsul general israelí en los Estados Unidos «espera[ba] una reacción negativa feroz de las comunidades judías estadounidenses y los aliados de Israel». Las objeciones incluían la disposición de la intervención sin el apoyo y el compromiso de la administración Obama y el momento de la discurso, justo antes de las elecciones de Israel del 17 de marzo de 2015. Siete legisladores judíos estadounidenses se reunieron con Ron Dermer, embajador de Israel en los EE. UU., y recomendaron que Netanyahu se reuniera con los legisladores en privado para discutir sobre Irán. Al hacer su discurso, Netanyahu declaró que hablaba por todos los judíos en todo el mundo, una reclamación controvertida por otros en la comunidad judía. Rebecca Vilkomerson, directora ejecutiva de la Jewish Voice for Peace (Voz Judía para la Paz), declaró que «los judíos estadounidenses están consternados en gran parte por la idea de que Netanyahu, o cualquier otro político israelí —uno que no elegimos y no escogemos para que nos represente— pretenda hablar por nosotros».
A medida que la jornada electoral se acercaba, en lo que se percibió como una carrera final de las elecciones israelíes de 2015, Netanyahu respondió «efectivamente» cuando se le preguntó si un Estado palestino no se establecería en su mandato. Dijo que el apoyo de un Estado palestino equivalía a ceder territorio a los terroristas islámicos radicales para atacar a Israel.

#### Cuarto periodo (2015-2020)

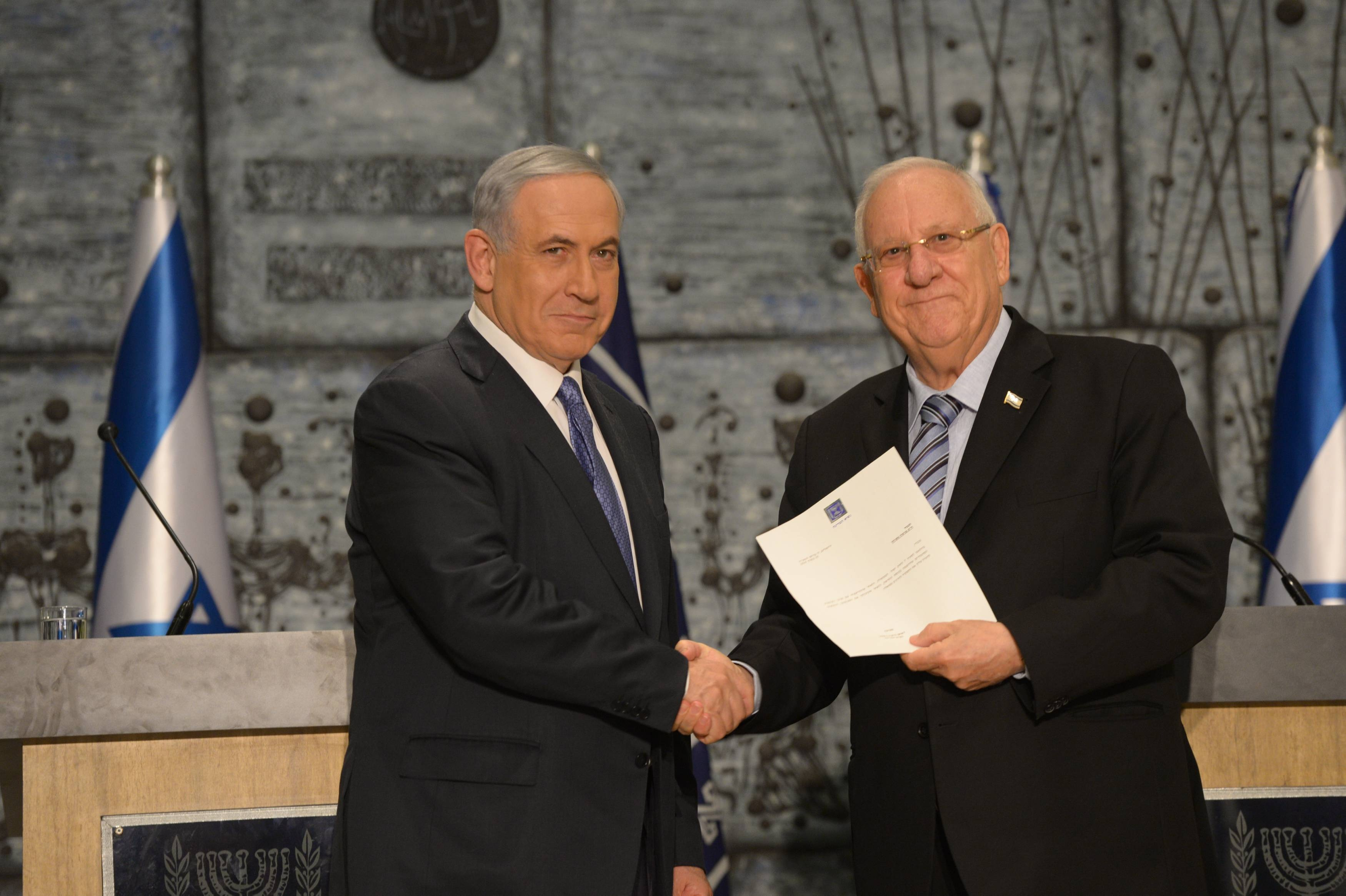
El presidente de Israel, Reuven Rivlin, asigna la tarea de formar el nuevo gobierno al primer ministro, Benjamín Netanyahu, en una ceremonia oficial en Jerusalén (25 de marzo de 2015).

A pesar de que en un comienzo se creía la derrota de Netanyahu, logró una sorprendente y rotunda victoria en las elecciones del 18 de marzo, ganando el Likud 30 escaños y convirtiéndose en el partido más grande en la Knéset. El 24 de marzo el presidente israelí, Reuven Rivlin, encargó oficialmente a Netanyahu la formación de una nueva coalición de gobierno. Rivlin concedió a Netanyahu una prórroga hasta el 6 de mayo de 2015 para crear una coalición cuando aún no se había concretado en las primeras cuatro semanas de negociaciones. Formó un gobierno de coalición a menos de dos horas de la fecha límite: la medianoche del 6 de mayo. Su partido Likud formó la coalición con la Casa Judía, Judaísmo de la Torá, Kulanu y Shas.
Cuando un vídeo de la brutalidad policial dirigida a un soldado de las FDI nacido en Etiopía llevó a manifestaciones y protestas, a veces violentas, en Jerusalén y Tel Aviv, Netanyahu publicó: «Me quedé indignado con las fotos. No podemos aceptar esto y haremos cambiar las cosas». Sostuvo reuniones conjuntas con líderes de la comunidad etíope-israelí y líderes gubernamentales de varios ministerios, una reunión por separado con el soldado, donde también asistieron el ministro de la seguridad interior y el jefe de la policía de Israel.
El 28 de mayo de 2015, Netanyahu anunció que iba a estar trabajando para un quinto mandato, sin precedentes en la historia de Israel, en las próximas elecciones generales y que apoyaba el proceso actual del Likud de escoger a sus miembros de los candidatos a la Knéset.
En agosto de 2015, el gobierno de Netanyahu aprobó un presupuesto de dos años que vería reformas agrícolas y la reducción de los derechos de importación para reducir los precios de los alimentos, la desregulación del proceso de aprobación en la construcción para reducir los costos de vivienda y acelerar la construcción de infraestructura y las reformas en el sector financiero para impulsar la competencia y tarifas más bajas para los servicios financieros.

##### Casos de corrupción
Al final de su mandato, Benjamin Netanyahu se vio salpicado por una serie de casos de corrupción. En diciembre de 2016 estalló el conocido como Caso 1000, que destapó numerosos regalos de lujo recibidos tanto por Benjamin como por Sara Netanyahu de manos de grandes empresarios a quienes habría favorecido políticamente. Poco después surgió el Caso 2000 a raíz del descubrimiento de unas conversaciones grabadas entre Netanyahu y Arnon Mozes, director del diario Yedioth Ahronoth, en las que el primer ministro israelí pedía una cobertura editorial favorable a cambio de aprobar una legislación dañina contra el principal diario rival, Israel Hayom. El Caso 3000 está relacionado con una compra de submarinos alemanes para la armada israelí que beneficiaría a una serie de empresarios relacionados con el propio Benjamin Netanyahu. El último de los casos de corrupción relacionados con Netanyahu fue el denominado Caso 4000, que involucraba al primer ministro en la aplicación de un trato legislativo favorable para la empresa de telecomunicaciones Bezeq a cambio de una cobertura periodística favorable en el popular portal de noticias Walla! El 2 de diciembre de 2018, la policía israelí recomendó la imputación de Netanyahu por el delito de soborno. Casi un año después, el 21 de noviembre de 2019, el fiscal general de Israel, Avichai Mandelblit, imputó formalmente a Benjamin Netanyahu por soborno, fraude y abuso de poder. El 28 de enero de 2020, Netanyahu se convirtió en el único primer ministro de la historia de Israel que ha sido imputado durante su mandato, en concreto por fraude y abuso de poder en los casos 1000 y 2000 y por soborno, fraude y abuso de poder en el caso 4000.

#### Quinto periodo (2020-2021)
Netanyahu siguió ejerciendo como primer ministro tras las elecciones de abril del 2019 en las que ningún candidato consiguió formar gobierno, y lo mismo ocurrió tras las elecciones de septiembre del mismo año. Luego de una tercera elección consecutiva, Netanyahu asumió su quinto mandato el 17 de mayo del 2020.
Netanyhau formó un acuerdo de coalición con Benny Gantz. Durante las tres campañas electorales, Gantz había afrimado que era necesario reemplazar a Netanyahu, que no debía seguir ejerciendo como primer ministro al mismo tiempo que enfrentaba los juicios por corrupción. Sin embargo, en el 2020 formó coalición con Netanyahu alegando que era preferible evitar una cuarta elección consecutiva y ante la necesidad de atender urgentemente la crisis del COVID-19. El acuerdo fue definido como «Acuerdo de Rotación»: Gantz ejercería el cargo de «primer ministro alterno» por un año y medio, hasta noviembre del 2021, cuando Netanyahu y Gantz intercambiarían sus puestos de primer ministro y primer ministro Alterno, continuando por otro año y medio. El acuerdo definía al gobierno de coalición como «Gobierno Equitativo» (ממשלה פריטטית), estableciendo que las decisiones debían ser tomadas por consenso entre la facción de los partidos aliados al primer ministro y la facción de los partidos aliados al primer ministro alterno. La facción de Netanyahu incluía a su partido Likud y a los partidos ultraortodoxos Shas e Yahadut Hatorá. La facción de Gantz incluía a su partido Kajol-Labán (sin Yesh Atid y Télem que se opusieron al acuerdo y se escindieron de Kajol-Labán) y dos miembros del partido Avodá. El acuerdo de coalición también estipulaba que en caso de que una de las facciones decidiera romper el acuerdo y llamar nuevamente a elecciones, el líder de la otra facción sería quien se quedara con el cargo de primer ministro. Sin embargo, también se estipuló una excepción a dicha regla: en el caso de no aprobarse el presupuesto nacional a tiempo, se llamaría a elecciones sin que se efectuara la rotación de cargos entre Netanyahu y Gantz. El presupuesto nacional para el año 2020 no fue aprobado y hubo nuevamente elecciones en marzo del 2021.
Durante este período Israel firmó acuerdos de normalización de relaciones con Emiratos Árabes Unidos, Baréin, Sudán y Marruecos. Hacia fines de este periodo tuvo lugar otro enfrentamiento entre Israel y la Franja de Gaza.

### Líder de la oposición (2021-2022)
Tras las elecciones de marzo del 2021, Netanyahu ejerció como líder de la oposición parlamentaria durante el gobierno de los primeros ministros Naftalí Bennett e Yair Lapid.

### Primer ministro (2022-actualidad)

#### Sexto periodo

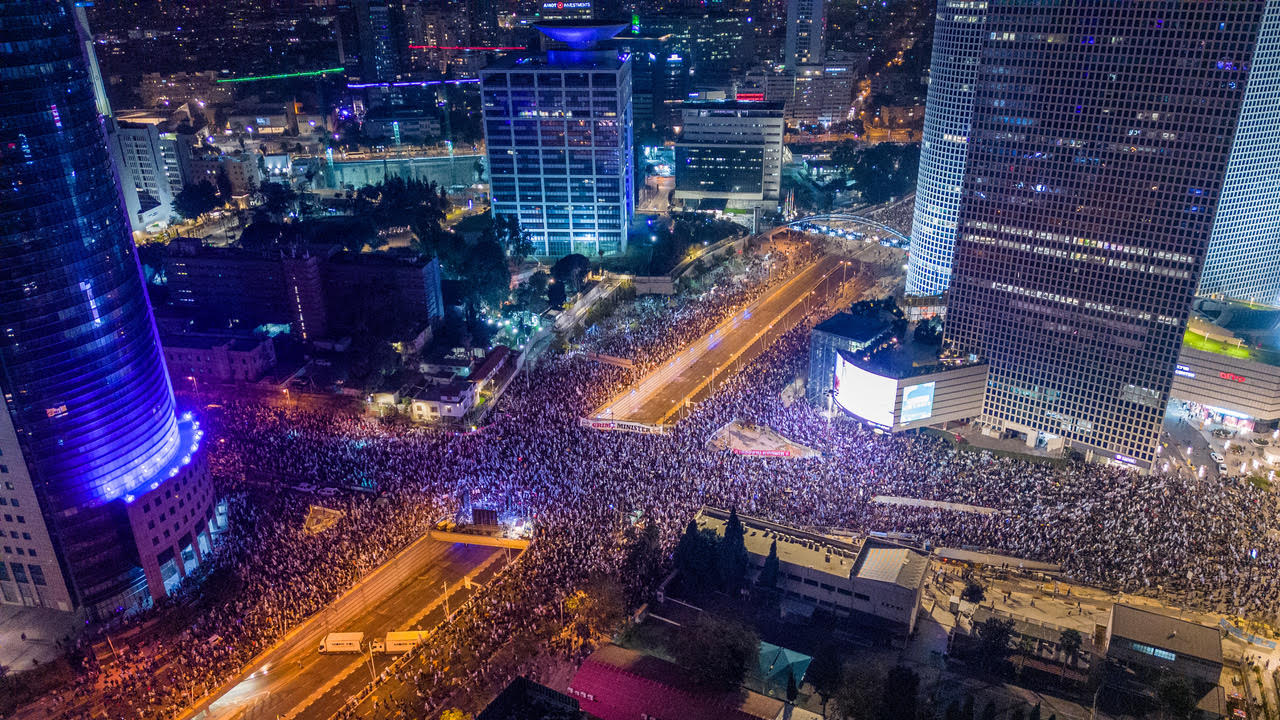
Protestas contra la reforma judicial en marzo de 2023

Luego de las elecciones de noviembre del 2022, Netanyahu asumió como primer ministro por un sexto período, a partir el 29 de diciembre del 2022. Encabeza unas polémicas reformas judiciales encabezando un gobierno ultraderechista que se saldaron con protestas masivas en Tel Aviv temiendo una erosión democrática. Debido a estas protestas, decidió aplazar dichas reformas.

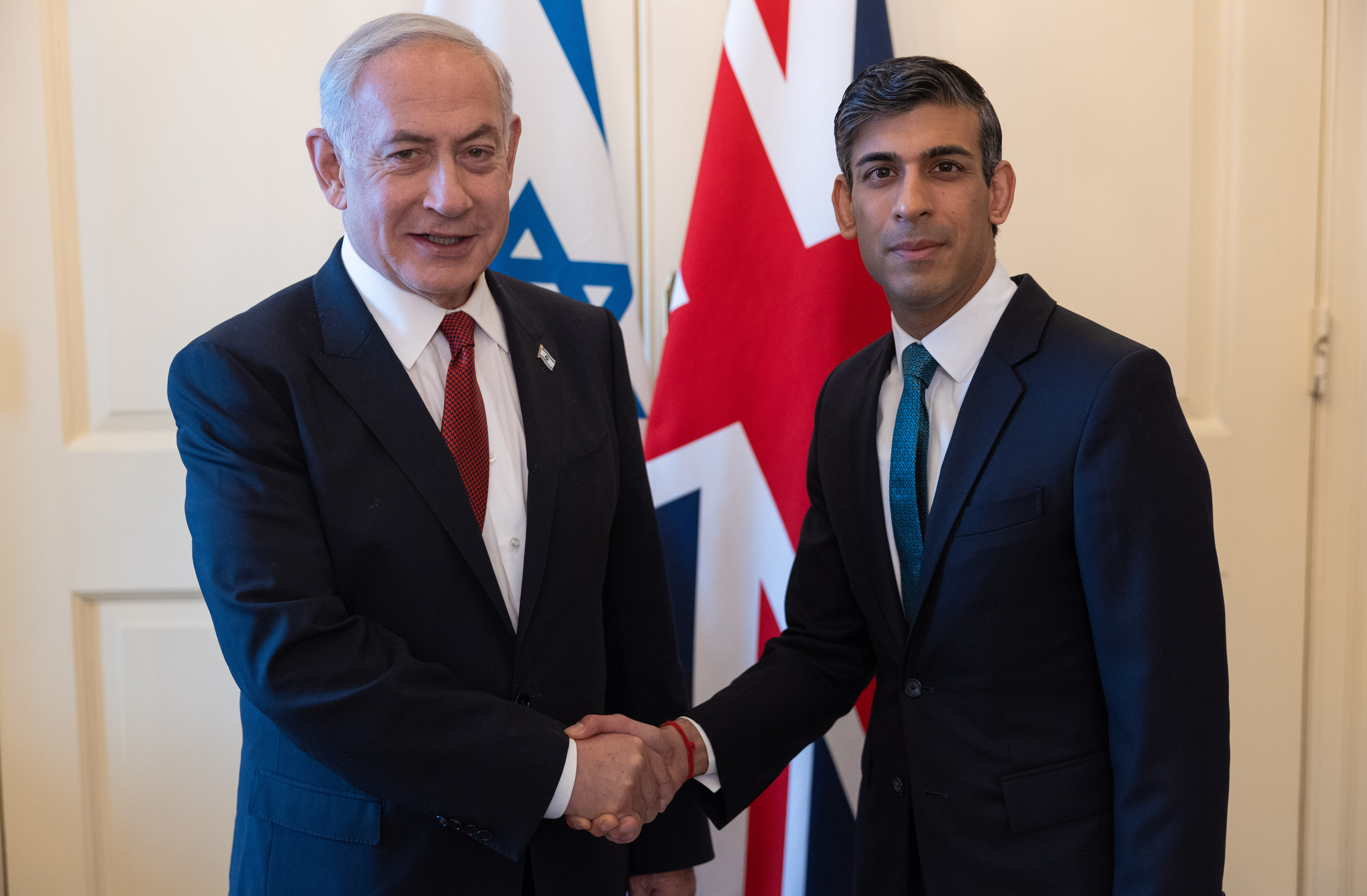
Netanyahu con el primer ministro británico Rishi Sunak en Londres el 24 de marzo de 2023

En febrero de 2023, el nuevo gobierno de Netanyahu aprobó la legalización de nueve puestos de avanzada en la Cisjordania ocupada. El ministro de Finanzas, el ultraderechista Bezalel Smotrich, se hizo cargo de la mayor parte de la Administración Civil, obteniendo amplia autoridad sobre cuestiones civiles en Cisjordania. Los grupos de paz israelíes condenaron la medida como una anexión de jure de los territorios ocupados. En marzo de 2023, el gobierno de Netanyahu derogó una ley de 2005 por la que cuatro asentamientos israelíes, Homesh, Sa-Nur, Ganim y Kadim, fueron desmantelados como parte de la retirada israelí de Gaza. En junio de 2023, la coalición de Netanyahu acortó el procedimiento de aprobación de la construcción de asentamientos y otorgó al ministro de Finanzas, Smotrich, la autoridad para aprobar una de las etapas, cambiando el sistema que funciona desde hace 27 años. En sus primeros seis meses se construyeron 13 000 viviendas en los asentamientos, casi el triple de lo avanzado en todo 2022.

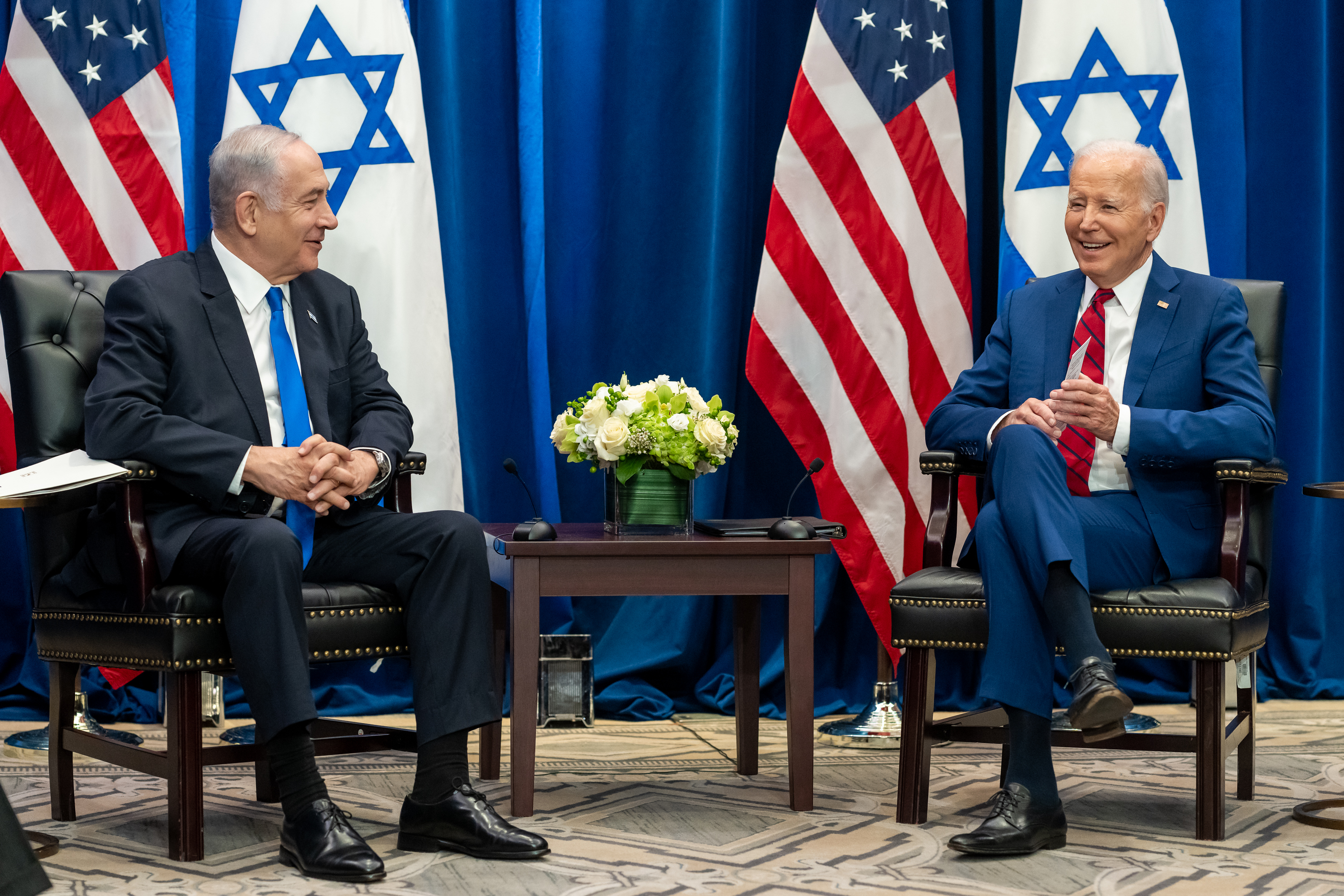
Netanyahu con el presidente estadounidense Joe Biden en Nueva York el 20 de septiembre de 2023

Su gobierno se negó a enviar armas letales a Ucrania. En junio de 2023, dijo que a Israel le preocupa «la posibilidad de que los sistemas que le daríamos a Ucrania caigan en manos iraníes y puedan sufrir ingeniería inversa, y nos encontraríamos frente a sistemas israelíes utilizados contra Israel».

##### Guerra de Gaza
El 7 de octubre de 2023, después de que militantes palestinos de Gaza lanzaran un importante ataque contra varias comunidades en el sur de Israel, anunció que su país entraría en estado de guerra contra Hamás. Amenazó con «convertir todos los lugares donde Hamás está organizado y se esconde en ciudades en ruinas», llamó a Gaza «la ciudad del mal» e instó a sus residentes a «irse ahora». Posteriormente propuso que los partidos de oposición Yesh Atid y el Partido de la Unión Nacional entraran en un gobierno de unidad de emergencia en medio del conflicto, después de que el líder de la oposición, Yair Lapid, instara a Nethanyahu a «dejar de lado nuestras diferencias y formar un gobierno de emergencia, estrecho y profesional».
El estallido de la guerra provocó un gran aumento de la oposición contra Netanyahu y su gobierno por parte de los ciudadanos israelíes debido a la percepción de que no supieron anticipar el ataque de Hamás. Una encuesta mostró que el 56 % de los israelíes creía que Netanyahu debía dimitir después de la guerra, y el 86 % de los encuestados responsabilizaba a los dirigentes del país de los fallos de seguridad que condujeron al ataque. El 28 de octubre de 2023 fue acusado de usar «retórica peligrosa» al comparar a Hamás con Amalek, afirmando: «Debes recordar lo que Amalek te ha hecho, dice nuestra Santa Biblia. Y nosotros sí lo recordamos». El 29 de octubre, culpó a los jefes de seguridad de Israel por el ataque en una publicación en X (anteriormente Twitter); estas acusaciones fueron posteriormente eliminadas.
El 11 de noviembre de 2023, rechazó los llamamientos a un alto el fuego en la guerra y advirtió que Israel «se mantendrá firme contra el mundo si es necesario». Dijo que las Fuerzas de Defensa de Israel permanecerían en Gaza «mientras fuera necesario» e Israel impediría que la Autoridad Palestina regresara a Gaza. Netanyahu calificó las acusaciones de que Israel está violando el derecho internacional como «tonterías» y describió las víctimas civiles palestinas como «daños colaterales». El 5 de diciembre de 2023, enfrentó críticas durante una reunión con rehenes israelíes liberados. Uno de los rehenes le acusó de anteponer la política «por encima del regreso de los secuestrados». En diciembre de 2023, dijo que Israel debería apoyar la «migración voluntaria» de palestinos desde Gaza.
El 20 de mayo de 2024, Karim Khan, fiscal jefe de la Corte Penal Internacional comunicó que ha solicitado órdenes de detención contra él, y contra los líderes de Hamás por crímenes de guerra y crímenes contra la humanidad. Las órdenes de detención aún tienen que ser aprobadas por los jueces del tribunal y se dictarían contra Yahya Sinwar, Mohamed Deif e Ismail Haniya, así como contra Netanyahu y su ministro de defensa, Yoav Galant. Israel desconoce la jurisdicción de la corte en su país y en Gaza, de modo que, de emitirse estas órdenes, las personas no podrían ser detenidas donde se encuentran, ni tampoco en EE. UU., pero si viajan a Europa o a cualquiera de los 124 países miembros del tribunal serían arrestadas de inmediato para ser puestas a disposición del tribunal.
El 5 de junio, la ONU notificó a Israel su inclusión en la lista negra de países que violan los derechos de los niños en conflictos armados. Esta lista, en la que se enumeran las partes en conflictos armados que han cometido violaciones graves contra los niños, se adjunta al informe anual que elabora el representante especial del secretario general, António Guterres, sobre Niños y Conflicto Armado, que versa sobre la situación de los niños en contextos bélicos y debe presentarse al Consejo de Seguridad el 14 de junio. Por su parte, Netanyahu, emitió un breve comunicado en el que afirmaba que: «La ONU se ha sumado a la lista negra de la historia al unirse a quienes apoyan a los asesinos de Hamás. Las Fuerzas de Defensa Israelíes son el ejército más moral del mundo; ninguna decisión delirante de la ONU cambiará eso».
El 10 de noviembre, Netanyahu reconoció explicitamente la autoría israelí en los ataques con explosivos en los buscapersonas y walkie-talkies de septiembre en Líbano. En una aparente crítica al depuesto ministro de Defensa israelí, Yoav Galant, dijo que «La operación con buscapersonas y la eliminación del líder de Hezbolá, Hasán Nasralá se llevaron a cabo a pesar de la oposición de altos funcionarios del estamento de Defensa y sus responsables de ellas en el escalafón político».
El 21 de noviembre de 2024, la Corte Penal Internacional emitió órdenes de arresto internacional contra el primer ministro Benjamín Netanyahu, el exministro de Defensa del país, Yoav Galant, y el líder del brazo armado de Hamás, Mohamed Deif, por presuntos crímenes de guerra relacionados con la guerra de Gaza. En concreto,

El tribunal ha encontrado una base razonable para creer que Netanyahu (...) y Galant (...) tienen ambos responsabilidad criminal por los siguientes crímenes como coperpetradores, al cometer los actos junto con otros: el crimen de guerra de uso del hambre como arma de guerra, y los crímenes contra la humanidad de asesinato, persecución y otros actos inhumanos (...). El tribunal también encontró una base razonable para creer que Netanyahu y Galant tienen ambos responsabilidad criminal como cargos civiles superiores por el crimen de guerra de dirigir ataques intencionadamente contra la población civil. (...) El tribunal dictaminó que la supuesta conducta de Netanyahu y Galant afecta a las actividades de los cuerpos gubernamentales y las fuerzas armadas israelíes contra la población civil palestina, y más específicamente contra los civiles de la Franja de Gaza. (...) Los supuestos crímenes contra la humanidad forman parte de un amplio y sistemático ataque contra la población civil de la Franja de Gaza. (...) Hay base razonable para creer que ambos individuos negaron de manera consciente e intencionada a la población civil de la Franja de Gaza el acceso a artículos indispensables para su supervivencia, tales como comida, agua, medicinas y suministros médicos, así como combustible y electricidad, desde al menos el 8 de octubre de 2023 hasta el 20 de mayo de 2024. (...) Hay base razonable para creer que Netanyahu y Galant tienen responsabilidad criminal por el crimen de guerra de uso del hambre como arma de guerra. (...) Limitando de manera intencionada o evitando el acceso de suministros médicos y medicinas a la Franja de Gaza (...) ambos individuos son también responsables de infligir un gran sufrimiento por actos inhumanos a personas que necesitan tratamiento. (...) Hay base razonable para creer que su conducta privó a una porción significativa de la población civil de la Franja de Gaza de sus derechos fundamentales, incluidos el derecho a la vida y a la salud, y que la población fue objeto de estas medidas por motivos políticos o nacionales.

Con esta orden de arresto internacional, Netanyahu se convirtió en el primer líder de un país occidental en ser oficialmente perseguido por la Corte Penal Internacional, y se unió a un muy reducido número de líderes nacionales sujetos a órdenes de arresto durante sus mandatos, junto con Vladímir Putin, Omar al-Bashir, Muamar el Gadafi, William Ruto y Laurent Gbagbo.

## Posiciones políticas

### Puntos de vista económicos
Netanyahu ha sido descrito como «el defensor del libre mercado». Como primer ministro, en su primer mandato, reformó significativamente el sector bancario, eliminando las barreras a la inversión extranjera, las compras obligatorias de los títulos públicos y el crédito directo. Como Ministro de Finanzas (2003-2005), Netanyahu presentó una importante revisión de la economía israelí. Introdujo un programa de trabajo y bienestar, lideró un programa de privatización, la reducción del tamaño del sector público, reformó y simplificó el sistema de tributación y aprobó leyes contra los monopolios y cárteles con el objetivo de aumentar la competencia. Netanyahu extendió las ganancias de capital de las compañías a las personas, lo que le permitió ampliar la base tributaria, mientras que la reducción de los impuestos sobre los ingresos. A medida que la economía israelí comenzó en auge y el desempleo se redujo significativamente, Netanyahu fue ampliamente reconocido por los comentaristas por haber realizado un milagro económico hacia el final de su mandato. La inversión directa en la economía israelí había aumentado anualmente en un 380 %. Por otro lado, sus críticos han calificado sus puntos de vista económicos como inspirados en el «capitalismo popular» de Margaret Thatcher.
Netanyahu define al capitalismo como «la capacidad de tener la iniciativa individual y la competencia para producir bienes y servicios con fines de lucro, pero no para excluir a alguien de tratar de hacer lo mismo». Él dice que sus puntos de vista se desarrollaron mientras trabajaba como consultor económico para el Boston Consulting Group: «Fue la primera vez que el Boston Consulting Group miró a los gobiernos y trabajó para ellos. Se quería hacer un plan estratégico para el gobierno de Suecia. Yo estaba en ese caso, y miré a otros gobiernos. Así que fui en torno a otros gobiernos en Europa en 1976 y estaba buscando en Gran Bretaña. Estaba buscando en Francia. Estaba buscando en otros países, y pude ver que estaban obstaculizados por las concentraciones de poder que impedían la competencia. Y pensé, hmm, tan malos como lo son, la nuestra era peor porque teníamos muy poco espacio para la competencia del sector privado en la medida en que teníamos las empresas controladas por el gobierno o los sindicatos controlados, y por lo que realmente no conseguir la competencia o el crecimiento (...) Y dije, bueno, si alguna vez tengo la oportunidad, voy a cambiar eso».

### Opiniones sobre la lucha contra el terrorismo
Además de haber participado en operaciones contra el terrorismo durante su servicio en el ejército, Netanyahu ha publicado tres libros sobre el tema. En ellos, identifica al terrorismo como una forma de totalitarismo, escribiendo: «Cuanto mayor es el objetivo del ataque, desde cualquier conexión, al agravio enunciado por los terroristas, mayor es el terror. (...) Sin embargo, para el terrorismo tenga algún impacto, es precisamente la desconexión, la falta de cualquier posible implicación o la ‹complicidad› de las víctimas elegidas de la causa que los terroristas tratan de atacar, produce el miedo deseado. El mensaje subyacente del terrorismo es que cada miembro de la sociedad es ‹culpable›, que cualquier persona puede ser una víctima, y que, por tanto, nadie está a salvo. (...) De hecho, los métodos revelan la cepa totalitaria que corre a través de todos los grupos terroristas. (...) No es sólo que los fines de los terroristas no tengan éxito para justificar los medios que elijan; su elección de los medios indican cuáles son sus verdaderos fines. Lejos de ser luchadores por la libertad, los terroristas son los precursores de la tiranía. (...) Los terroristas utilizan las técnicas de coerción violenta a fin de lograr un régimen de coerción violenta».
Netanyahu advierte de que «[e]l problema con actividades antiterroristas activas (...) es que sí constituyen una intromisión sustancial en la vida de los que están siendo monitoreados». Cree que hay un equilibrio entre las libertades civiles y la seguridad, que debe depender del nivel de ataques terroristas sostenidos en un país. Durante los períodos de ataque sostenido, debe haber un desplace hacia la seguridad, debido a «la monstruosa violación de los derechos personales, que es la gran cantidad de las víctimas del terror y sus familias». Pero esto debe ser revisado regularmente, con un énfasis en la vigilancia de las libertades civiles y la privacidad individual dondequiera que y siempre las consideraciones de seguridad permitan: «La preocupación de los defensores de las libertades civiles sobre posibles infracciones de los derechos de los ciudadanos inocentes está bien situada, y todos los poderes adicionales concedidos a los servicios de seguridad deben exigir la renovación anual por el legislador, esto además de la supervisión judicial de las acciones que se toman en el campo».
Aconseja leyes de inmigración más estrictas como una herramienta esencial para combatir preventivamente el terrorismo: «Esta era de la inmigración libre para todos debe ser llevada a su fin. Un aspecto importante de la toma de control de la situación de la inmigración es más estrictos controles de antecedentes de los inmigrantes potenciales, junto con la posibilidad real de la deportación».
También advierte que es esencial que los gobiernos no confundan a los terroristas con los grupos políticos legítimos que pueden o no pueden sostener puntos de vista extremistas, pero que avanzan en sus posiciones por medio del debate y la argumentación: «Las democracias tienen su parte de los partidos antiinmigrantes y antiestablecimiento, así como los defensores del nacionalismo o el internacionalismo extremo. (...) [Ellos] a menudo son los participantes genuinamente convencidos de la democracia, aceptando sus reglas básicas y la defensa de sus principios centrales. Estos pueden y deben distinguirse de las diminutas astillas en los márgenes absolutos de la sociedad democrática, que pueden respaldar muchas ideas similares, pero que las utilizan como pretexto para salir de la rúbrica del sistema democrático».

### Derechos LGBT
Netanyahu apoya la igualdad de derechos ante la ley para los ciudadanos LGBT, declarando: «La lucha de toda persona a ser reconocida como la igualdad ante la ley es una lucha larga, y todavía hay un largo camino por recorrer. (...) Me siento orgulloso de que Israel sea uno de los países más abiertos del mundo en relación con el discurso de la comunidad LGBT».

### Acuerdos de Oslo
Netanyahu se opuso a los acuerdos de Oslo desde su inicio. Durante su mandato como primer ministro a finales de 1990, Netanyahu renegó sistemáticamente en los compromisos asumidos por los gobiernos israelíes anteriores como parte del proceso de paz de Oslo, lo que llevó el enviado de paz estadounidense Dennis Ross a señalar que «ni el presidente Clinton ni el Secretario [de Estado Madeleine] Albright han creído que Bibi tenía ningún interés real en la búsqueda de la paz». En un vídeo de 2001, Netanyahu, según se informa, sin saber que estaba siendo grabado, dijo: «Me preguntaron antes de las elecciones si los honro [a los acuerdos de Oslo]. Yo dije que sí, pero... voy a interpretar los acuerdos de una manera tal que me permita poner fin a este avance galopante a las fronteras del ´67. ¿Cómo lo hacemos? Nadie dijo que se definían como zonas militares. Zonas militares definidas son las zonas de seguridad; en lo que a mí respecta, todo el valle del Jordán es una zona militar definida. Vamos a discutirlo». Sin embargo, esto es claramente consistente con la declaración de Yitzhak Rabin de octubre de 1995 en la Knéset, sobre la ratificación de los provisionales acuerdos de Oslo: «B. La frontera de seguridad del Estado de Israel se encuentra en el valle del Jordán, en el sentido más amplio del término».

### Antes de su segundo mandato como primer ministro
Netanyahu había calificado previamente a las conversaciones de paz respaldadas por Estados Unidos de «pérdida de tiempo», y al mismo tiempo se negó a comprometerse con la solución de dos estados al igual que otros líderes israelíes, hasta un discurso en junio de 2009. Hizo repetidas declaraciones públicas que abogaban por un enfoque de «paz económica», es decir, un enfoque basado en la cooperación económica y esfuerzo conjunto en lugar de disputa continua sobre cuestiones políticas y diplomáticas. Esto está en línea con muchas ideas significativas del plan de Valle de la Paz. Él planteó estas ideas durante las conversaciones con el ex secretario de Estado estadounidense, Condoleezza Rice. Netanyahu continuó abogando estas ideas cuando las elecciones israelíes se acercaron. Netanyahu señaló que:

En este momento, las conversaciones de paz se basan en una sola cosa, sólo en las conversaciones de paz. No tiene sentido en este momento hablar sobre el tema más contráctil. Es o Jerusalén o nada, o el derecho al retorno o nada. Eso ha llevado al fracaso y es probable que conduzca al fracaso de nuevo. (...) Debemos tejer una paz económica junto a un proceso político. Eso significa que tenemos que fortalecer las partes moderadas de la economía palestina al entregar el rápido crecimiento en esas áreas, el rápido crecimiento económico que le da una participación de la paz para los palestinos comunes.

En enero de 2009, antes de las elecciones israelíes de febrero de 2009, Netanyahu informó al enviado a Oriente Medio, Tony Blair, que continuaría la política de los gobiernos israelíes de Ariel Sharón y Ehud Ólmert, al expandir los asentamientos en Judea y Samaria, en contravención de la Hoja de Ruta, pero sin construir otras nuevas.

### Discurso de Bar Ilán
El 14 de junio de 2009, Netanyahu pronunció un discurso de seminario en la Universidad Bar Ilán (también conocido como el «discurso de Bar Ilán»), al Centro de Estudios Estratégicos Begin-Sadat, que fue transmitida en vivo en Israel y en partes del mundo árabe, sobre el tema del proceso de paz en Oriente Medio. Él aprobó por primera vez la idea de un Estado palestino junto a Israel. El discurso de Netanyahu podría ser visto en parte como una respuesta al discurso del 4 de junio de Obama en El Cairo. Yedioth Ahronoth afirmó que las palabras de Obama habían «resonado a través de los corredores de Jerusalén».
Como parte de su propuesta, Netanyahu exigió la desmilitarización completa del estado propuesto, sin ejército, cohetes, misiles, o el control de su espacio aéreo, y dijo que Jerusalén sería territorio israelí indivisible. Afirmó que los palestinos deben reconocer a Israel como el estado nacional judío con una Jerusalén indivisible. Rechazó un derecho al retorno de los refugiados palestinos, diciendo: «cualquier demanda de reasentamiento de los refugiados palestinos dentro de Israel socava la existencia continuada de Israel como el Estado del pueblo judío». También afirmó que detener por completo a la construcción de asentamientos en Cisjordania, como lo requiere la Hoja de Ruta de la propuesta de paz de 2003, no fue posible y las expansiones se limitarían basándose en el «crecimiento natural» de la población, incluida la inmigración, sin tomar nuevos territorios. Sin embargo, Netanyahu afirmó que aceptaba la propuesta de Hoja de Ruta. Él no discutió si los asentamientos deben ser parte de Israel después de las negociaciones de paz, simplemente declarando que «la cuestión será discutida».
En respuesta a las declaraciones del presidente de Estados Unidos Barack Obama en su discurso de El Cairo, Netanyahu comentó, «hay quienes dicen que si no se hubiera producido el Holocausto, el Estado de Israel nunca habría sido establecido. Pero yo os digo que si el Estado de Israel se hubiera establecido anteriormente, no habría ocurrido el Holocausto». También dijo, «esta es la patria del pueblo judío, aquí es donde se forjó nuestra identidad». Dijo que estaría dispuesto a reunirse con cualquier «líder árabe» para las negociaciones sin condiciones previas, mencionando específicamente a Siria, Arabia Saudita y Líbano. En general, la alocución representaba una nueva posición del gobierno de Netanyahu en el proceso de paz.
Algunos miembros derechistas de la coalición gobernante de Netanyahu criticaron su discurso para la creación de un Estado palestino; sosteniendo que toda la tierra debía estar bajo soberanía israelí. El diputado del Likud Danny Danon dijo que Netanyahu iba «contra la plataforma del Likud», mientras que el diputado Uri Orbach de la Casa Judía dijo que tenía «implicaciones peligrosas». La líder del partido de oposición Kadima, Tzipi Livni, comentó después del discurso que ella piensa que Netanyahu en realidad no cree en la solución de dos estados en absoluto; ella pensó que él solo dijo lo que dijo como respuesta simulada a la presión internacional. Paz Ahora criticó el discurso, destacando el hecho de que, en opinión del grupo, no se refirió a los palestinos como socios iguales en el proceso de paz. El secretario general de Paz Ahora, Yariv Oppenheimer, dijo: «Es una repetición de Netanyahu en su primer mandato».
El 9 de agosto de 2009, al hablar en la apertura de la reunión de gobierno de Netanyahu, reiteró sus reclamos a los palestinos: «Queremos un acuerdo con dos factores, el primero de los cuales es el reconocimiento de Israel como el Estado nacional del pueblo judío y (el segundo es) un acuerdo de seguridad».

#### Reacción árabe
El «discurso de Bar Ilán» de Netanyahu provocó reacciones mixtas de la comunidad internacional. La Autoridad Nacional Palestina rechazó las condiciones de un Estado palestino dadas por Netanyahu. El diplomático Saeb Erekat dijo: «El discurso de Netanyahu cerró la puerta al estatus permanente de las negociaciones». El portavoz de Hamás, Fawzi Barhoum, dijo que reflejaba una «ideología racista y extremista» y pidió a las naciones árabes «la forma más fuerte de oposición». La Yihad Islámica Palestina lo calificó de «engañoso» y, al igual que Hamás, exigió la oposición más fuerte a Israel de las naciones árabes. Según The Jerusalem Post, algunos líderes abogaron por una tercera Intifada en respuesta al discurso. La Liga Árabe rechazó el discurso, declarando en un comunicado que «los árabes no haremos concesiones respecto a las cuestiones de Jerusalén y los refugiados», y que «conocemos su historia y estilo de la evasión», y agregó que la Liga Árabe no reconocería a Israel como un Estado judío. En referencia a la demanda de Netanyahu de que los palestinos reconozcan a Israel como el Estado del pueblo judío, el presidente de Egipto, Hosni Mubarak, comentó: «No encontrarán a nadie que pueda responder a ese llamado en Egipto, o en cualquier otro lugar». Emitiendo una respuesta menos contundente, el Ministerio de Relaciones Exteriores egipcio, dijo que el discurso «no está completo» y que esperaba otra «diferente propuesta israelí, que se base en el compromiso de la solución de dos estados». Los medios de comunicación estatales sirios condenaron el discurso y escribieron que «Netanyahu ha confirmado que rechaza la iniciativa de paz árabe para la paz, junto con todas las iniciativas y resoluciones del Consejo de Seguridad para una relativa paz». El presidente libanés, Michel Suleiman, llamó a la unidad entre los líderes árabes, diciendo que «los líderes árabes deben estar más unidos y deben preservar el espíritu de resistencia para hacer frente a las posturas de Israel en relación con el proceso de paz y la cuestión de los refugiados palestinos». Hizo un llamado a la comunidad internacional a ejercer más presión sobre el gobierno israelí para aceptar la iniciativa árabe de paz, y afirmó que Israel todavía tiene una voluntad de confrontación militar que se puede probar en sus ofensivas en el Líbano y la Franja de Gaza. El ministro jordano de Estado para Asuntos de Medios y Comunicaciones, y el portavoz del Gobierno, Nabil Sharif emitió un comunicado diciendo que «las ideas presentadas por Netanyahu no cumplen con lo acordado por la comunidad internacional como un punto de partida para lograr una paz justa y completa en la región».

#### Reacción iraní
El presidente iraní, Mahmud Ahmadineyad, se refirió al discurso como «una mala noticia».

#### Reacción europea
La República Checa, que ocupó la presidencia de la Unión Europea, elogió el discurso de Netanyahu. «En mi opinión, este es un paso en la dirección correcta. La aceptación de un Estado palestino estaba presente allí», dijo el ministro de Exteriores checo Jan Kohout, cuyo país ocupaba la presidencia semestral de la UE en el momento del discurso. El secretario de prensa del presidente Barack Obama, Robert Gibbs, dijo que el discurso fue un «paso importante». El presidente estadounidense Obama afirmó que «esta solución puede y debe garantizar tanto la seguridad de Israel y las aspiraciones legítimas de los palestinos a un Estado viable». El ministro de Relaciones Exteriores sueco, Carl Bildt afirmó que «el hecho de que él pronunció la palabra Estado es un pequeño paso hacia adelante». Agregó que «si lo que se menciona se puede definir como un estado es un tema de debate». Francia alabó el discurso, pero pidió a Israel cesar la construcción de asentamientos en Cisjordania. El ministro de Relaciones Exteriores francés, Bernard Kouchner, afirmó que «sólo puedo dar la bienvenida a la perspectiva de un Estado palestino esbozado por el primer ministro de Israel». El ministerio de Relaciones Exteriores de Rusia llamó al discurso «una señal de disposición al diálogo», pero dijo que «no abre el camino a la solución del problema palestino-israelí. Las condiciones de los palestinos serían inaceptables».

### Estancadas conversaciones de paz
En 2013, Netanyahu negó que su gobierno estuviera de acuerdo en las conversaciones de paz que se fundamenten en la Línea Verde. En 2014 accedió la propuesta estadounidense, basada en la Línea Verde, y afirmó que a los colonos judíos se les debía permitir la opción de permanecer en sus asentamientos bajo el gobierno palestino. El negociador palestino, Saeb Erekat, criticó a Netanyahu, llamándolo «ideológicamente corrupto» y «criminal de guerra».

### Retiradas unilaterales
El 9 de agosto de 2009, al hablar en la apertura de su reunión semanal del gabinete, Netanyahu prometió no repetir el «error» de la retirada unilateral de Gaza, diciendo: «No vamos a repetir este error. No vamos a crear nuevas personas evacuadas», y añadiendo que «la evacuación unilateral trajo paz ni seguridad. Todo lo contrario», y que «queremos un acuerdo con dos factores, el primero de los cuales es el reconocimiento de Israel como el estado nacional del pueblo judío y [el segundo es] una solución de seguridad. En el caso de Gaza, ambos factores faltaban». También dijo: «Debemos lograr un giro hacia la paz con los socios más moderados, vamos a insistir en el reconocimiento del Estado de Israel y la desmilitarización del futuro Estado palestino». En octubre de 2014, Netanyahu dijo: «Nosotros no sólo entregamos territorio, cerramos los ojos y esperamos lo mejor. Lo hicimos en el Líbano y nos dieron miles de cohetes. Eso lo hicimos en Gaza, nos dieron a Hamás y 15.000 cohetes. Así que no vamos a repetir simplemente eso. Deseamos ver un verdadero reconocimiento del Estado judío y medidas de seguridad sólidas en la región. Esa es la posición que he mantenido, y sólo se ha vuelto más firme».

### Irán
En una entrevista del 8 de marzo de 2007 en la CNN, el líder de la oposición israelí Netanyahu afirmó que solo hay una diferencia entre la Alemania nazi y la República Islámica de Irán, a saber, que la primera entró en un conflicto en todo el mundo y luego buscó armas atómicas, mientras este último primero busca armas atómicas y, una vez que las tenga, entonces empezará una guerra mundial. Netanyahu repitió estas declaraciones en una conferencia de prensa en abril de 2008. Esto fue similar a sus declaraciones anteriores de que «(...) es 1938, e Irán es Alemania, e Irán está corriendo para armarse con bombas atómicas».
El 20 de febrero de 2009, después de haber sido invitado a ser el primer ministro de Israel, Netanyahu describió a Irán como la mayor amenaza que Israel nunca se ha enfrentado: «Irán está tratando de obtener un arma nuclear y constituye la amenaza más grave a nuestra existencia desde la guerra de independencia». Al hablar ante la Asamblea General de la ONU en Nueva York el 24 de septiembre de 2009, Netanyahu expresó una opinión diferente que el discurso del presidente iraní Mahmud Ahmadineyad en el foro, diciendo a los que creen que Teherán es una amenaza solo para Israel, se equivocan. «El régimen iraní», afirmó, «está motivado por el fanatismo (...) Quieren que regresemos a la época medieval. La lucha contra Irán enfrenta la civilización contra la barbarie. Este régimen iraní es alimentado por el fundamentalismo extremo». «Al centrarse únicamente en Irán», el columnista Yossi Melman especuló que la política exterior de Netanyahu, «(...) llevó la cuestión palestina fuera de la agenda mundial». Tras cuatro días de bombardeos de la organización financiada por Irán Yihad Islámica Palestina, Melman preguntó, «¿Vale la pena iniciar una crisis con Irán? ¿La opinión pública israelí será capaz de hacer frente a la respuesta de Irán?»

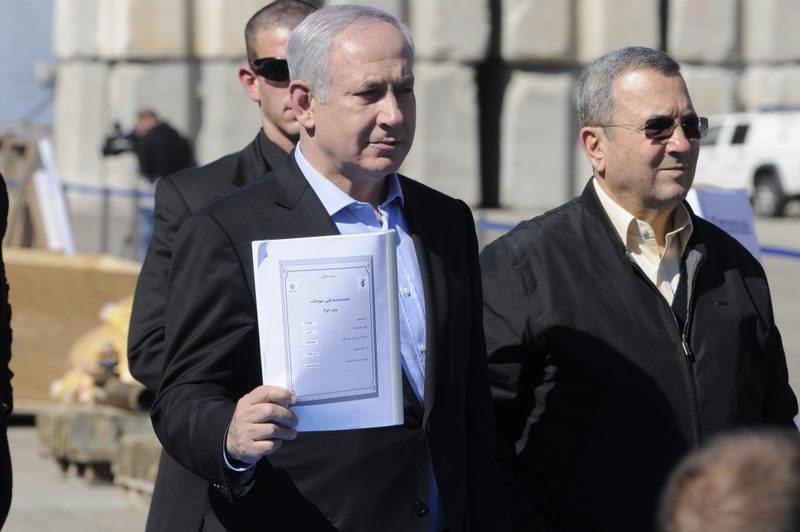
De pie con el ministro israelí de Defensa, Ehud Barak, Netanyahu tiene un manual de instrucciones iraní para el misil antibuque capturado en la operación Ley de Hierro, marzo de 2011.

Para el año 2012, se informó que Netanyahu había formado una relación estrecha y confidencial con el ministro de Defensa, Ehud Barak, mientras los dos consideraban una posible acción militar israelí contra las instalaciones nucleares de Irán, después del establecimiento en Israel de la doctrina Beguín. Ambos fueron acusados de actuar en los impulsos «mesiánicos» de Yuval Diskin, exjefe del Shin Bet, quien dentro de su retórica belicista hizo un llamamiento a «los idiotas dentro de la opinión pública israelí». Las declaraciones de Diskin fueron apoyadas por el exjefe del Mosad, Meir Dagan, que había dicho previamente que un ataque contra Irán era «la cosa más estúpida que he oído en mi vida». Unas semanas más tarde, la Corporación RAND (un laboratorio de ideas líder estadounidense que asesora al Pentágono) también discrepó abiertamente con la postura beligerante de Netanyahu: «De este modo, y sin dar nombres, RAND se alineó con el ex jefe del Mosad, Meir Dagan, y el ex jefe del Shin Bet, Yuval Diskin».
A principios de 2012, utilizó la ceremonia de apertura para el Día del Recuerdo del Holocausto de Israel para advertir contra los peligros de una bomba nuclear iraní, diciendo que estaba siguiendo el ejemplo de los líderes judíos durante la Segunda Guerra Mundial que luchaban por dar la alarma sobre las intenciones genocidas de los nazis. El académico israelí Avner Cohen acusó a Netanyahu de mostrar «desprecio» por el Holocausto, colocándole en un «uso político», y el exministro de Relaciones Exteriores israelí Shlomo Ben-Ami, condenó igualmente a Netanyahu, acusándolo de «manipulación vulgar de la memoria del Holocausto». Inmediatamente después del atentado contra un autobús de Burgas de 2012, Netanyahu confirmó que el ataque había sido llevado a cabo en coordinación de Hezbolá con Irán.
Netanyahu declaró durante una reunión del 29 de julio de 2012 que, en su opinión, «todas las sanciones y la diplomacia hasta ahora no han retrasado el programa iraní ni un ápice». Y en agosto, afirmó que Estados Unidos solo podría responder a un ataque masivo contra Israel. El 28 de septiembre de 2012, Netanyahu pronunció un discurso ante la Asamblea General de la ONU en el que se puso delante de una «línea roja» de 90 % de enriquecimiento de uranio, afirmando que si Irán logra alcanzar este nivel, se convertiría en un riesgo intolerable para Israel. Netanyahu utilizó un gráfico de un dibujo animado de una bomba para ilustrar su punto, lo que indica tres etapas de enriquecimiento de uranio, señalando que Irán ya había completado la primera etapa, y afirmando que «la próxima primavera, a lo sumo el próximo verano a tasas actuales de enriquecimiento, [Irán] habrá terminado el enriquecimiento medio y pasará a la fase final. Desde allí, pasarán apenas unos meses, posiblemente algunas semanas, antes de que consigan uranio enriquecido suficiente para la primera bomba». Netanyahu pronunció su discurso el día después que el presidente iraní Mahmud Ahmadinejad habló en el día santo judío de Yom Kipur, una presentación la que las delegaciones estadounidense, canadiense e israelí deliberadamente no habían asistido. En ese momento, según comunicaciones filtradas en 2015, la evaluación del Mossad era que Irán no parecía dispuesto a enriquecer uranio a niveles necesarios para una bomba nuclear. En una entrevista de octubre de 2013 con la BBC en idioma persa, Netanyahu elogió la historia de Persia y dijo: «si el régimen iraní tiene armas nucleares, el pueblo iraní nunca será libre de la dictadura y vivirá en la servidumbre eterna».
Con la apertura de las negociaciones entre las potencias occidentales (5+1) e Irán sobre su programa nuclear a finales de 2014, las cuales el propio Netanyahu vio con escepticismo, este afirmó que esperaba que cualquier acuerdo nuclear no permitiera a Teherán quedar en el «umbral» de desarrollar armas nucleares. En su discurso en el Congreso estadounidense, Netanyahu afirmó que «ese acuerdo no va a impedir que Irán desarrolle armas nucleares. Sería casi garantizar que Irán obtenga esas armas, muchas de ellas». Tras el acuerdo preliminar, declaró que «Israel no aceptará un acuerdo que permita que un país que quiere aniquilarnos desarrolle armas nucleares. Además, Israel pide que cualquier acuerdo definitivo con Irán incluya un reconocimiento claro y sin ambigüedades de parte de Teherán del derecho de Israel a existir. (...) La supervivencia de Israel no es negociable».

### Jonathan Pollard
Netanyahu ha pedido en repetidas ocasiones la liberación de Jonathan Pollard, un estadounidense que cumple cadena perpetua por pasar documentos secretos de Estados Unidos a Israel en 1987. Netanyahu ha pedido su liberación a lo largo de varias administraciones. Se planteó la cuestión en la Cumbre de Río Wye en 1998, donde afirmó que el presidente de Estados Unidos Bill Clinton había acordado de forma privada liberar a Pollard; Clinton rechazó la afirmación. En 2002, Netanyahu visitó a Pollard en su prisión en Carolina del Norte. El primer ministro israelí, mantiene contacto con la esposa de Pollard, y ha participado activamente en presionar al gobierno de Obama para liberar a Pollard. Netanyahu ha descrito a Pollard como «un judío de gran corazón, un orgulloso y un verdadero sionista».
Con Donald Trump como presidente Jonathan Pollard fue liberado en 2020 tras decidirse no expandir su arresto domiciliario y regreso a Israel en el 2021.

### Caso de financiación terrorista en el Banco de China
En 2013, Netanyahu se encontró atrapado entre los compromisos contradictorios hechos con la familia de la víctima del terrorismo, el estadounidense Daniel Wultz, y el gobierno de China. Aunque se reportó que Netanyahu había prometido previamente a la representante estadounidense Ileana Ros-Lehtinen que Israel cooperaría plenamente en el caso de financiación terrorista del banco de China en la Corte de Distrito de Estados Unidos, según los informes, el primer ministro hizo una promesa contradictoria con el gobierno de China antes de la visita de Estado al gigante asiático en mayo de 2013. David Boies, abogado principal de la familia Wultz, dijo al Wall Street Journal, «Si bien somos respetuosos de los intereses de China y de la presión diplomática a la que Israel ha estado sometido, no puede permitirse que dichos intereses y la presión obstruyan la capacidad de los tribunales estadounidenses para escuchar la evidencia crítica». En agosto de 2013, Ros-Lehtinen, presidenta del subcomité de la Cámara de Oriente Medio y Asia del Sur, dijo al Miami Herald que ella planteó la cuestión mientras lideraba una delegación del Congreso a Israel, haciendo hincapié en la importancia del caso para los funcionarios israelíes, que han proporcionado a la familia Wultz todo lo que necesitaban para su demanda. «Tengo la esperanza de que podamos llevar este caso a una conclusión que sea satisfactoria para la familia, pero necesitamos el apoyo de la comunidad para que no vacile en este momento crítico», afirmó Ros-Lehtinen.
La representante estadounidense Debbie Wasserman Schultz, presidenta del Comité Nacional Demócrata, también habló sobre el tema con el Miami Herald: «En el sur de Florida, todos sabemos demasiado bien de las trágicas circunstancias que rodean el cobarde ataque terrorista que cobro la vida inocente de Daniel Wultz. He estado trabajando de la mano con la familia Wultz y el Estado de Israel para garantizar que todas y cada una de las personas involucradas en esta actividad terrorista, incluyendo el Banco de China, paguen por sus crímenes, para que se haga justicia».

### Defensa y seguridad

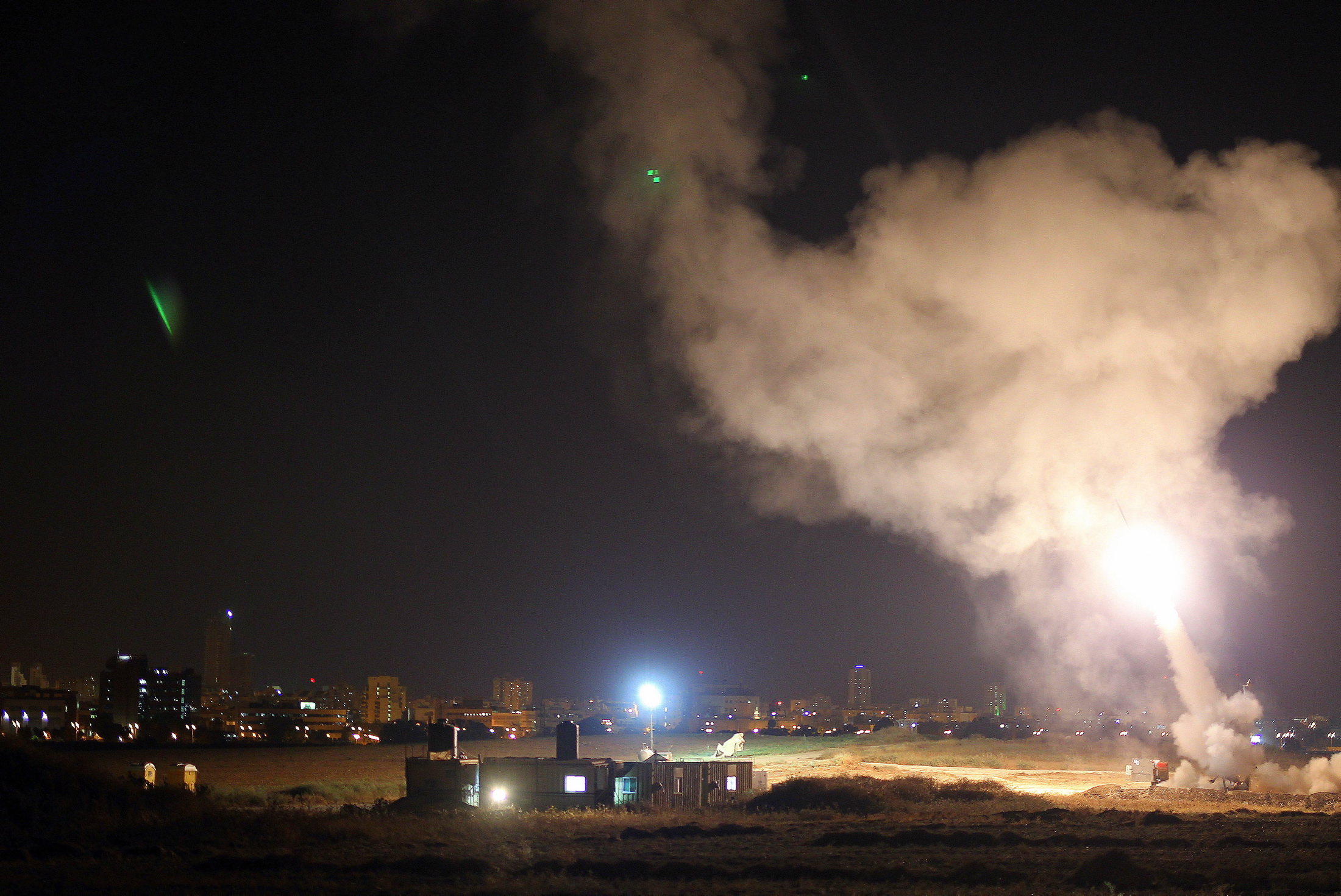
Sistema de defensa antimisiles Cúpula de Hierro durante la Operación Margen Protector.

En 2011, Netanyahu dispuso que 1000 prisioneros pertenecientes a Hamás y Fatah sean canjeados por Gilad Shalit, incluyendo a terroristas con «sangre en sus manos». Las autoridades israelíes estiman que el 60 % de los que fueron liberados «reanudaron sus ataques terroristas». En 2011, el Estado Mayor israelí concluyó que sus fuerzas armadas no podían mantener su preparación de batalla bajo los recortes propuestos de Netanyahu. Sin embargo Netanyahu decidió recortar los programas sociales en su lugar, y se comprometió a aumentar el presupuesto de defensa en torno a un 6 %. A pesar de esto, el ejército israelí todavía sufrió una reducción de 3,7 millones de séquels de su presupuesto proyectado, lo que podría dañar sus capacidades de guerra. Según un representante del Departamento de Estado de los Estados Unidos en noviembre de 2011, bajo el liderazgo de Netanyahu y Obama, Israel y Estados Unidos han disfrutado de una cooperación de seguridad sin precedentes.
Bajo el liderazgo de Netanyahu, el Consejo Nacional de Seguridad israelí ha visto un mayor papel en la planificación de la política exterior y la toma de decisiones.

### Solicitantes de asilo
En 2012 el gobierno de Netanyahu aprobó la «Ley de prevención de la Infiltración», que ordenó la detención automática de todas las personas, incluidos los solicitantes de asilo, que entraran en Israel sin permiso. Amnistía Internacional lo llamó «una afrenta al derecho internacional». Entre 2009 y 2013, aproximadamente 60 000 personas procedentes de diversos países africanos entraron a Israel. Netanyahu dijo que «este fenómeno es muy grave y amenaza la estructura social de la sociedad, nuestra seguridad nacional y nuestra identidad nacional». Muchos de estos inmigrantes fueron llevados a los campos de detención en el desierto del Néguev. Cuando la Corte Suprema de Israel declaró a la «Ley de prevención de la Infiltración» ilegal por permitir la detención inmediata e indefinida de solicitantes de asilo procedentes de África, Netanyahu pidió una nueva legislación para solucionar el fallo de la Corte Suprema.

### Minoría árabe israelí
En torno al 20 % de la población israelí es de origen árabe. La postura de Benjamin Netanyahu con respecto a este grupo minoritario ha sido en ocasiones agresiva y hostil, sobre todo cerca de las elecciones. Por ejemplo, el 17 de marzo de 2015, día de elecciones parlamentarias, Netanyahu exhortó a sus votantes a través de su página de Facebook a acudir a las urnas diciendo que «los árabes están acudiendo a votar en manada». Estas declaraciones fueron tildadas de racistas por numerosos miembros de la oposición y por diversos medios de comunicación, y el propio Netanyahu pidió perdón por ellas. La Lista Conjunta rechazó sus disculpas, asegurando que eran «palabras vacías» destinadas a mantener «su régimen racista». La diputada laborista Shelly Yachimovich dijoː «Imaginaos un primer ministro o presidente en cualquier democracia que advierta de que su gobierno está en peligro porque, por ejemplo, los votantes negros acuden en masa a las urnas. ¿Es horrendo, verdad?». El Washington Post comentaba que «es sorprendente que un primer ministro en funciones lamente la alta participación de los votantes». Barack Obama lo criticó asegurando que «ese tipo de retórica es lo opuesto a las que son las mejores tradiciones israelíes». El Departamento de Estado de EE. UU. lamentó unas declaraciones que parecían «marginar a una parte de los votantes israelíes». También el presidente de Israel, Reuven Rivlin, lamentó las declaraciones de Netanyahu.
En las elecciones de abril de 2019, el partido derechista Likud del primer ministro Benjamin Netanyahu instaló cámaras de videovigilancia ocultas en los colegios electorales de la comunidad árabe palestina. Aunque el objetivo declarado de esta medida era combatir un supuesto fraude electoral del que nunca se dieron pruebas, la propia empresa responsable de la colocación de las cámaras presumió en su página web de haber reducido la participación de los votantes árabes palestinos por debajo del 50%. Cuando unas nuevas elecciones tuvieron lugar en septiembre de este mismo año, el fiscal general de Israel dictaminó que era ilegal instalar cámaras en los colegios electorales. Entonces, Netanyahu anunció que había creado escuadrones de miles de voluntarios que vigilarían fuera de los colegios electorales árabes palestinos. Aun así, por sorpresa, el día de las elecciones anunció que había instalado miles de cámaras con sistemas de reconocimiento facial a la entrada de los colegios electorales de las comunidades árabes palestinas, aunque luego reconoció que las cámaras no disponían de esta tecnología.
Poco antes de las elecciones de abril de 2019, Netanyahu defendió la recién aprobada Ley del Estado Nación argumentando que «Israel solo pertenece a los judíos, no a todos sus ciudadanos», en referencia a la minoría árabe israelí del país. «Los demás pueblos, nacionalidades y minorías ya tienen representación nacional en otros Estados», añadió. Medios como El País consideraron estas declaraciones discriminatorias hacia la comunidad árabe de origen palestino. En los días previos a las elecciones de septiembre de ese mismo año declaró que «los árabes quieren aniquilarnos a todos: mujeres, niños y hombres».
A finales de 2019, en plena carrera electoral, Netanyahu describió un hipotético gobierno apoyado en la Lista Conjunta, el principal partido de la minoría árabe israelí, como «un riesgo existencial para Israel». Tras las elecciones del 2 de marzo de 2020, Netanyahu apareció en televisión junto con el resto de parlamentarios de su bloque y declaró que había obtenido la victoria dado que, según su opinión, el bloque de derechas obtuvo 58 diputados y el de izquierdas 47, mientras que los 15 diputados de la Lista Conjunta «no son parte de esta ecuación, esa es la voluntad del pueblo». Diversos analistas israelíes e internacionales interpretaron estas palabras como un paso más en la deslegitimización de esta parte de la población israelí.

## Causas judiciales

### Juicio contra Benjamín Netanyahu
El juicio a Benjamín Netanyahu comenzó tras las investigaciones sobre acusaciones de soborno, fraude y abuso de confianza por parte de él y de aliados políticos cercanos dentro de su círculo íntimo durante su cuarto y quinto mandatos como primer ministro de Israel. La policía de Israel comenzó a investigar a Netanyahu en diciembre de 2016 y posteriormente recomendó acusaciones contra él.

## Vida privada

### Familia
|                                                  |                                                  |                                                  |                                                  |                                                  |                                                  |                         |                         |                                                         |                                                         |                                                         |                                                         | Nathan Mileikowsky (1879–1935) Escritor, activista sionista | Nathan Mileikowsky (1879–1935) Escritor, activista sionista | Nathan Mileikowsky (1879–1935) Escritor, activista sionista | Nathan Mileikowsky (1879–1935) Escritor, activista sionista | Nathan Mileikowsky (1879–1935) Escritor, activista sionista | Nathan Mileikowsky (1879–1935) Escritor, activista sionista |                                           |                                           | Sarah Lurie                               | Sarah Lurie                               | Sarah Lurie                             | Sarah Lurie                             | Sarah Lurie                                     | Sarah Lurie                                     |                                                 |                                                 |                                                    |                                                    |                                                    |                                                    |                                                    |                                                    |
|                                                  |                                                  |                                                  |                                                  |                                                  |                                                  |                         |                         |                                                         |                                                         |                                                         |                                                         | Nathan Mileikowsky (1879–1935) Escritor, activista sionista | Nathan Mileikowsky (1879–1935) Escritor, activista sionista | Nathan Mileikowsky (1879–1935) Escritor, activista sionista | Nathan Mileikowsky (1879–1935) Escritor, activista sionista | Nathan Mileikowsky (1879–1935) Escritor, activista sionista | Nathan Mileikowsky (1879–1935) Escritor, activista sionista |                                           |                                           | Sarah Lurie                               | Sarah Lurie                               | Sarah Lurie                             | Sarah Lurie                             | Sarah Lurie                                     | Sarah Lurie                                     |                                                 |                                                 |                                                    |                                                    |                                                    |                                                    |                                                    |                                                    |
|                                                  |                                                  |                                                  |                                                  |                                                  |                                                  |                         |                         |                                                         |                                                         |                                                         |                                                         |                                                             |                                                             |                                                             |                                                             |                                                             |                                                             |                                           |                                           |                                           |                                           |                                         |                                         |                                                 |                                                 |                                                 |                                                 |                                                    |                                                    |                                                    |                                                    |                                                    |                                                    |
|                                                  |                                                  |                                                  |                                                  |                                                  |                                                  |                         |                         |                                                         |                                                         |                                                         |                                                         |                                                             |                                                             |                                                             |                                                             |                                                             |                                                             |                                           |                                           |                                           |                                           |                                         |                                         |                                                 |                                                 |                                                 |                                                 |                                                    |                                                    |                                                    |                                                    |                                                    |                                                    |
|                                                  |                                                  |                                                  |                                                  | Tzila Segal (1912–2000)                          | Tzila Segal (1912–2000)                          | Tzila Segal (1912–2000) | Tzila Segal (1912–2000) | Tzila Segal (1912–2000)                                 | Tzila Segal (1912–2000)                                 |                                                         |                                                         | Benzion Netanyahu (1910–2012) Historiador                   | Benzion Netanyahu (1910–2012) Historiador                   | Benzion Netanyahu (1910–2012) Historiador                   | Benzion Netanyahu (1910–2012) Historiador                   | Benzion Netanyahu (1910–2012) Historiador                   | Benzion Netanyahu (1910–2012) Historiador                   |                                           |                                           | Elisha Netanyahu (1912–1986) Matemático   | Elisha Netanyahu (1912–1986) Matemático   | Elisha Netanyahu (1912–1986) Matemático | Elisha Netanyahu (1912–1986) Matemático | Elisha Netanyahu (1912–1986) Matemático         | Elisha Netanyahu (1912–1986) Matemático         |                                                 |                                                 | Shoshana Shenburg (1923–) Juez de la Corte Suprema | Shoshana Shenburg (1923–) Juez de la Corte Suprema | Shoshana Shenburg (1923–) Juez de la Corte Suprema | Shoshana Shenburg (1923–) Juez de la Corte Suprema | Shoshana Shenburg (1923–) Juez de la Corte Suprema | Shoshana Shenburg (1923–) Juez de la Corte Suprema |
|                                                  |                                                  |                                                  |                                                  | Tzila Segal (1912–2000)                          | Tzila Segal (1912–2000)                          | Tzila Segal (1912–2000) | Tzila Segal (1912–2000) | Tzila Segal (1912–2000)                                 | Tzila Segal (1912–2000)                                 |                                                         |                                                         | Benzion Netanyahu (1910–2012) Historiador                   | Benzion Netanyahu (1910–2012) Historiador                   | Benzion Netanyahu (1910–2012) Historiador                   | Benzion Netanyahu (1910–2012) Historiador                   | Benzion Netanyahu (1910–2012) Historiador                   | Benzion Netanyahu (1910–2012) Historiador                   |                                           |                                           | Elisha Netanyahu (1912–1986) Matemático   | Elisha Netanyahu (1912–1986) Matemático   | Elisha Netanyahu (1912–1986) Matemático | Elisha Netanyahu (1912–1986) Matemático | Elisha Netanyahu (1912–1986) Matemático         | Elisha Netanyahu (1912–1986) Matemático         |                                                 |                                                 | Shoshana Shenburg (1923–) Juez de la Corte Suprema | Shoshana Shenburg (1923–) Juez de la Corte Suprema | Shoshana Shenburg (1923–) Juez de la Corte Suprema | Shoshana Shenburg (1923–) Juez de la Corte Suprema | Shoshana Shenburg (1923–) Juez de la Corte Suprema | Shoshana Shenburg (1923–) Juez de la Corte Suprema |
|                                                  |                                                  |                                                  |                                                  |                                                  |                                                  |                         |                         |                                                         |                                                         |                                                         |                                                         |                                                             |                                                             |                                                             |                                                             |                                                             |                                                             |                                           |                                           |                                           |                                           |                                         |                                         |                                                 |                                                 |                                                 |                                                 |                                                    |                                                    |                                                    |                                                    |                                                    |                                                    |
|                                                  |                                                  |                                                  |                                                  |                                                  |                                                  |                         |                         |                                                         |                                                         |                                                         |                                                         |                                                             |                                                             |                                                             |                                                             |                                                             |                                                             |                                           |                                           |                                           |                                           |                                         |                                         |                                                 |                                                 |                                                 |                                                 |                                                    |                                                    |                                                    |                                                    |                                                    |                                                    |
| Yonatan Netanyahu (1946–1976) Comandante militar | Yonatan Netanyahu (1946–1976) Comandante militar | Yonatan Netanyahu (1946–1976) Comandante militar | Yonatan Netanyahu (1946–1976) Comandante militar | Yonatan Netanyahu (1946–1976) Comandante militar | Yonatan Netanyahu (1946–1976) Comandante militar |                         |                         | Benjamín Netanyahu (1949–) Ex-Primer ministro de Israel | Benjamín Netanyahu (1949–) Ex-Primer ministro de Israel | Benjamín Netanyahu (1949–) Ex-Primer ministro de Israel | Benjamín Netanyahu (1949–) Ex-Primer ministro de Israel | Benjamín Netanyahu (1949–) Ex-Primer ministro de Israel     | Benjamín Netanyahu (1949–) Ex-Primer ministro de Israel     |                                                             |                                                             | Iddo Netanyahu (1952–) Médico, dramaturgo                   | Iddo Netanyahu (1952–) Médico, dramaturgo                   | Iddo Netanyahu (1952–) Médico, dramaturgo | Iddo Netanyahu (1952–) Médico, dramaturgo | Iddo Netanyahu (1952–) Médico, dramaturgo | Iddo Netanyahu (1952–) Médico, dramaturgo |                                         |                                         | Nathan Netanyahu (1951–) Científico informático | Nathan Netanyahu (1951–) Científico informático | Nathan Netanyahu (1951–) Científico informático | Nathan Netanyahu (1951–) Científico informático | Nathan Netanyahu (1951–) Científico informático    | Nathan Netanyahu (1951–) Científico informático    |                                                    |                                                    |                                                    |                                                    |

Netanyahu viene de una familia de grandes logros. Relacionado con el rabino Eliyahu de Vilna (Gaón de Vilna) por su lado paterno, Netanyahu nació en Tel Aviv, hijo del Prof. Benzion Netanyahu (nombre original, Mileikowsky) y Tzila (Cela; de soltera Segal). Su madre nació en 1912 en Petaj Tikva, entonces parte del futuro Mandato británico de Palestina que con el tiempo se convirtió en Israel. Aunque todos sus abuelos nacieron en el Imperio ruso (ahora Bielorrusia, Lituania y Polonia), los padres de su madre emigraron a Minneápolis en Estados Unidos.

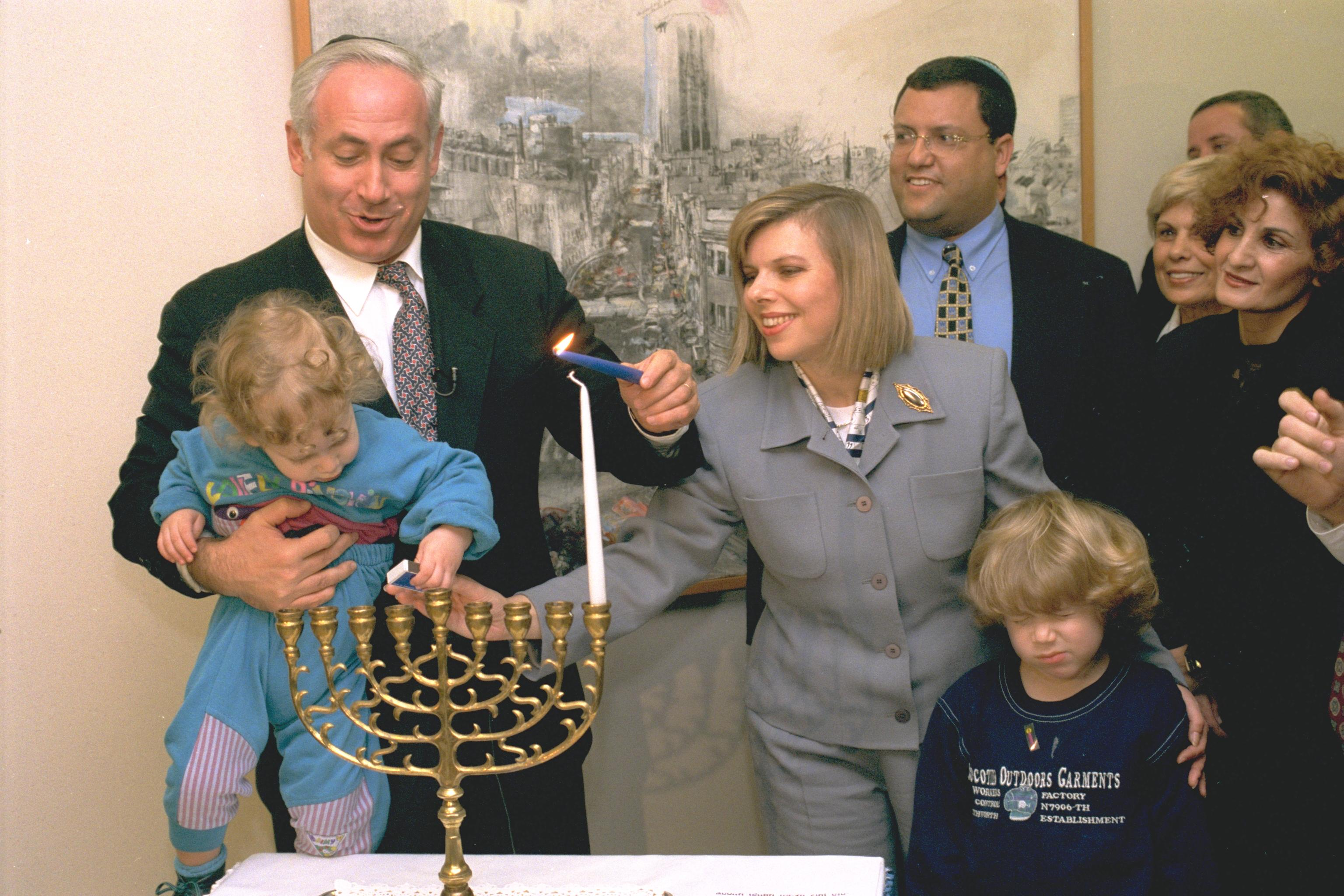
Netanyahu encendiendo las luminarias de la Menorá en la primera noche de Janucá en la oficina del primer ministro en Jerusalén con su esposa, Sara y sus hijos, Yair y Avner (1996).

El padre de Netanyahu, Benzion, fue profesor de historia judía en la Universidad Cornell, editor de la Enciclopedia Hebrea y un importante asesor de Ze'ev Jabotinsky, y permaneció activo en la investigación y redacción a sus noventa años. En cuanto a la población palestina, declaró: «Para que no puedan ser capaces de hacer [más] la guerra con nosotros, se incluirá la retención de alimentos de las ciudades árabes, evitando la educación, cancelando de energía eléctrica y más. No van a ser capaces de existir, y van a huir de aquí. Pero todo depende de la guerra, y si vamos a ganar las batallas con ellos». Netanyahu ha desestimado a aquellos que rechazan las similitudes entre sus puntos de vista implacables de línea dura y los de su difunto padre como «psicología barata». Por ejemplo, David Remnick ha escrito: «Para entender a Bibi, usted tiene que entender al padre».
El abuelo paterno de Netanyahu fue Nathan Mileikowsky, un rabino sionista líder y recaudador para el Fondo Nacional Judío. El hermano mayor de Netanyahu, Yonatan, murió en Uganda durante la operación Entebbe en 1976. Su hermano menor, Iddo, es radiólogo y escritor. Los tres hermanos sirvieron en la unidad de reconocimiento de las Fuerzas de Defensa de Israel, Sayeret Matkal.

### Matrimonios y relaciones
Netanyahu se ha casado tres veces. El primer matrimonio de Netanyahu fue Miriam Weizmann, a quien conoció en Israel. Weizmann vivía cerca del apartamento de su hermano Yonatan, en Jerusalén, donde Netanyahu vivió durante su servicio militar. Cuando el tiempo de servicio de Netanyahu había terminado, Weizmann había completado su propio servicio militar y se había licenciado en Ciencias Químicas en la Universidad Hebrea de Jerusalén. En 1972, ambos fueron a estudiar a Estados Unidos, donde Weizmann se matriculó en la Universidad de Brandeis, mientras que Netanyahu estudió en el MIT. Se casaron poco después. La pareja tuvo una hija, Noa (nacida el 29 de abril de 1978).
En 1978, mientras Weizmann estaba embarazada, Netanyahu conoció a una estudiante británica no judía llamada Fleur Cates en la biblioteca de la universidad, y comenzó un romance. Su matrimonio terminó en divorcio poco después, cuando su esposa Miriam descubrió el engaño. En 1981, Netanyahu se casó con Cates, y ella se convirtió al judaísmo, pero la pareja se divorció en 1984.
Netanyahu conoció a su tercera esposa, Sara Ben-Artzi, mientras trabajaba como azafata en un vuelo de El Al de Nueva York a Israel. Sara estaba trabajando como asistenta de vuelo, mientras ella estaba terminando una maestría en psicología. La pareja se casó en 1991 y tiene dos hijos: Yair (nacido 1991), un exsoldado de la Unidad de Comunicaciones de las FDI, y Avner (1994), un campeón nacional de la Biblia y ganador del Concurso Bíblico Nacional de la Juventud en Kiryat Shmona.
En 1993, Netanyahu confesó en televisión en vivo haber tenido un romance con Ruth Bar, su asesora de relaciones públicas, afirmando que un rival político había plantado una cámara de vídeo secreta que le había grabado en una comprometedora situación sexual con ella y que había sido amenazado con la filtración de la cinta a la prensa a menos que abandonara la carrera por el liderazgo del Likud. Benjamín y Sara repararon su matrimonio, y Netanyahu fue elegido a la dirección del Likud. En 1996, hubo informes de medios de comunicación de su amistad de 20 años con Katherine Price-Mondadori, una mujer ítaloestadounidense. Durante la década de 1990, Netanyahu criticó esta intromisión de la prensa en su vida privada, alegando que sus rivales políticos (entre ellos, David Levy) habían contratado espías con el fin de tratar de reunir pruebas de presuntos asuntos; aunque se notó que el público israelí (como el público francés), por lo general, no está interesado en la vida privada de sus políticos y prefieren que permanezca íntima.
Netanyahu tiene cuatro nietos, todos del matrimonio de su primogénita. El 1 de octubre de 2009 su hija, Noa Netanyahu-Roth, casada con Daniel Roth, dio a luz a un niño, Shmuel. En 2011, Noa y su esposo Daniel tuvieron un segundo hijo llamado David. Posteriormente, han sido padres de dos hijas, en febrero de 2016 y en diciembre de 2018.

### Relaciones con líderes extranjeros
El expresidente francés Nicolas Sarkozy y Netanyahu originalmente se conocieron cuando Sarkozy era el alcalde de Neuilly-sur-Seine, después de encontrarse por un amigo en común. Los dos habían cenado juntos en París e Israel. Durante la cumbre de 2011 del G-20 en Cannes, se oyó decir a Sarkozy al presidente estadounidense Barack Obama: «no puedo soportar a Netanyahu, es un mentiroso». A lo que Obama, según informes, respondió: «Estás harto de él, pero tengo que tratar con él todos los días». Según un periodista que estaba presente, todos los periodistas que cubrían el evento estuvieron de acuerdo entre ellos mismos en no publicar los detalles del incidente.
Aparte de su relación tibia con el gobierno de Obama, Netanyahu tiene estrechos vínculos con el Partido Republicano de Estados Unidos y su liderazgo en la Cámara de Representantes. Netanyahu y el candidato presidencial republicano estadounidense de 2012 Mitt Romney tienen una estrecha relación que se remonta a su trabajo conjunto en el Boston Consulting Group a mediados de la década de 1970. El vicepresidente estadounidense Joe Biden, un demócrata, ha sido amigo de Netanyahu durante muchos años. En noviembre de 2011 y en el debate presidencial estadounidense de 2012, Biden dijo que la relación ha durado 39 años. Netanyahu destacó en marzo de 2010, durante una declaración conjunta con Biden durante su visita a Israel, que su amistad había comenzado casi tres décadas antes.
En octubre de 2014, un alto funcionario de la administración Obama llamó a Netanyahu «cobarde» por su postura sobre Irán. El Secretario de Estado John Kerry llamó a Netanyahu para aclarar que «esas declaraciones son una vergüenza inaceptable y perjudicial» y «no reflejan la posición de los Estados Unidos». Netanyahu respondió diciendo: «Estoy siendo atacado debido a mi determinación de defender los intereses de Israel. La seguridad de Israel no es importante para los que me atacan de forma anónima y en lo personal». A causa de desavenencias visibles entre Netanyahu y miembros de la administración Obama, los observadores han caracterizado a la relación como de crisis en octubre de 2014. La relación entre Netanyahu y la administración Obama se había convertido en lo suficientemente problemática para que Jeffrey Goldberg informara en noviembre de 2014 que en sus conversaciones con Netanyahu y otros funcionarios israelíes, estos indicaron que Israel iba a esperar hasta que un nuevo presidente de Estados Unidos fuera elegido antes de intentar reparar la relación con la Casa Blanca. Una encuesta de opinión realizada en colaboración con la Conferencia Diplomática del Jerusalem Post mostró que la «inmensa mayoría» de los israelíes creen que la relación de su país con los EE. UU. ha sido dañada como resultado de la mala relación entre Obama y Netanyahu.

## Obra literaria
- Netanyahu, Benjamín (1981). International Terrorism: Challenge and Response. Transaction Publishers. ISBN 978-0878558940.
- Netanyahu, Benjamín (1987). Terrorism: How the West Can Win. Avon. ISBN 978-0380703210.
- Netanyahu, Benjamín (1995). Fighting Terrorism: How Democracies Can Defeat Domestic and International Terrorism. Farrar, Straus and Giroux. ISBN 978-0374154929.
- Netanyahu, Benjamín (1999) [1993]. A Durable Peace: Israel and Its Place Among the Nations. Grand Central Publishing. ISBN 978-0446523066.